# Clamart
Clamart est une commune française du département des Hauts-de-Seine, en région Île-de-France.
Située au sud-ouest de Paris, elle fait partie de la métropole du Grand Paris.

## Géographie

### Localisation

Vue de la commune de Clamart en rouge sur la carte de la « Petite Couronne » d'Île-de-France.

Clamart est une ville de la banlieue sud-ouest de Paris, située à 9 km à vol d'oiseau du centre de la capitale de la France.

### Communes limitrophes
Les villes voisines sont : au nord, Issy-les-Moulineaux, au nord-est, Vanves et Malakoff, à l'est Châtillon et Fontenay-aux-Roses, au sud-est Le Plessis-Robinson, au sud Bièvres (Essonne) et Châtenay-Malabry, au sud-ouest Vélizy-Villacoublay (Yvelines), et, à l'ouest, Meudon.
| Meudon                       | Issy-les-Moulineaux                   | Vanves, Malakoff                        |
| Meudon, Vélizy-Villacoublay  | Clamart                               | Châtillon                               |
| Vélizy-Villacoublay, Bièvres | Châtenay-Malabry, Le Plessis-Robinson | Le Plessis-Robinson, Fontenay-aux-Roses |

### Géologie et relief
La superficie de la commune est de 877 hectares ; l'altitude varie de 64 à 175 mètres.

#### Hydrographie

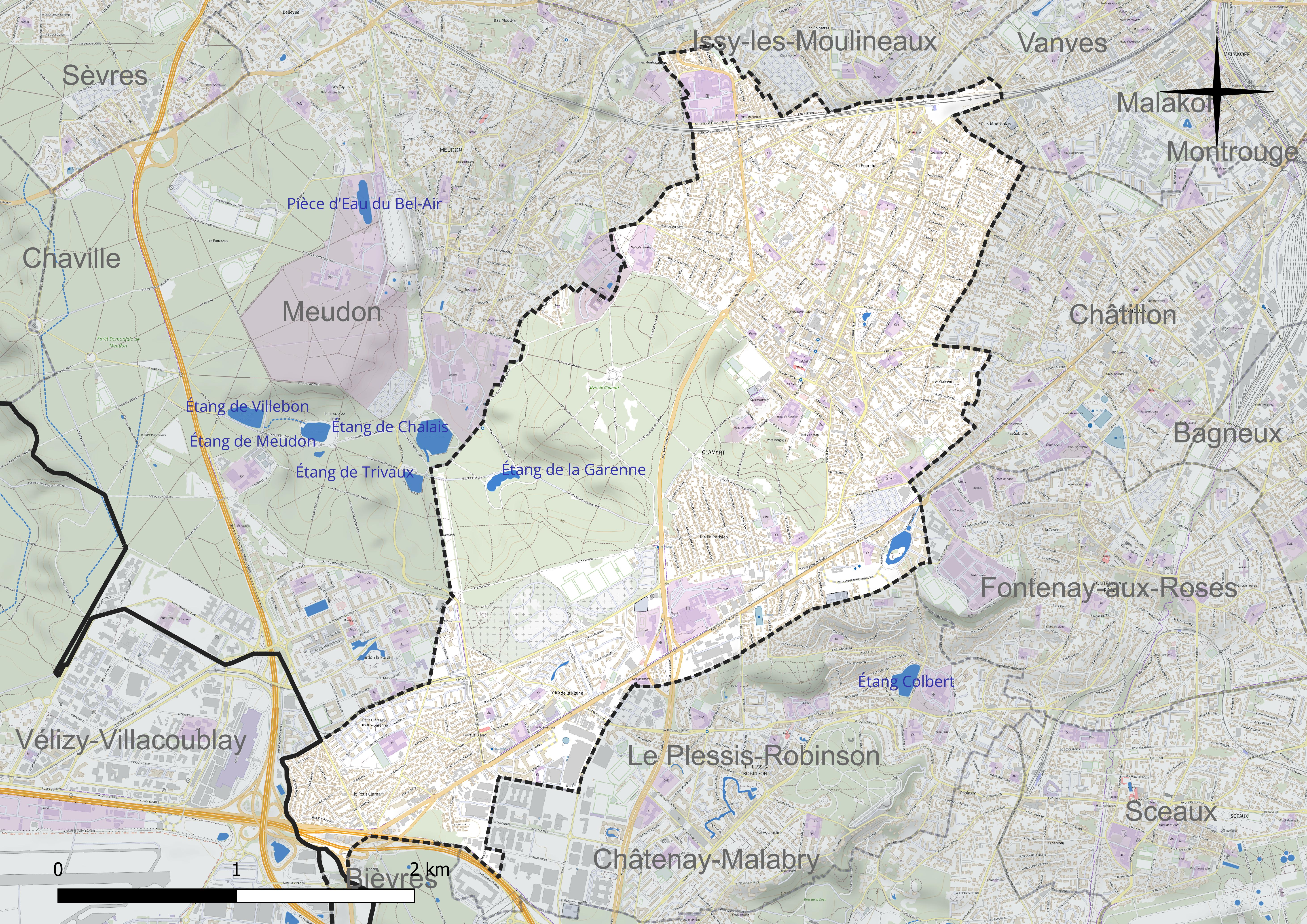
Carte hydrographique de la commune.

Aucun cours d'eau ne draine la commune mais il a existé, jusqu'au XIXe siècle, un ru au débit faible, désormais canalisé. On note également des phénomènes de remontée de nappe sur la quasi-totalité du territoire.

### Climat
Pour des articles plus généraux, voir Climat de l'Île-de-France et Climat des Hauts-de-Seine.
En 2010, le climat de la commune est de type climat océanique dégradé des plaines du Centre et du Nord, selon une étude du CNRS s'appuyant sur une série de données couvrant la période 1971-2000. En 2020, Météo-France publie une typologie des climats de la France métropolitaine dans laquelle la commune est exposée à un climat océanique altéré et est dans la région climatique Sud-ouest du bassin Parisien, caractérisée par une faible pluviométrie, notamment au printemps (120 à 150 mm) et un hiver froid (3,5 °C).
Pour la période 1971-2000, la température annuelle moyenne est de 11,2 °C, avec une amplitude thermique annuelle de 15 °C. Le cumul annuel moyen de précipitations est de 668 mm, avec 11,4 jours de précipitations en janvier et 7,9 jours en juillet. Pour la période 1991-2020, la température moyenne annuelle observée par la station météorologique la plus proche, située à Choisy-le-Roi, à 11 km à vol d'oiseau, est de 12,7 °C et le cumul annuel moyen de précipitations est de 607,2 mm,. Pour l'avenir, les paramètres climatiques de la commune estimés pour 2050 selon différents scénarios d'émission de gaz à effet de serre sont consultables sur un site dédié publié par Météo-France en novembre 2022.

### Paysages

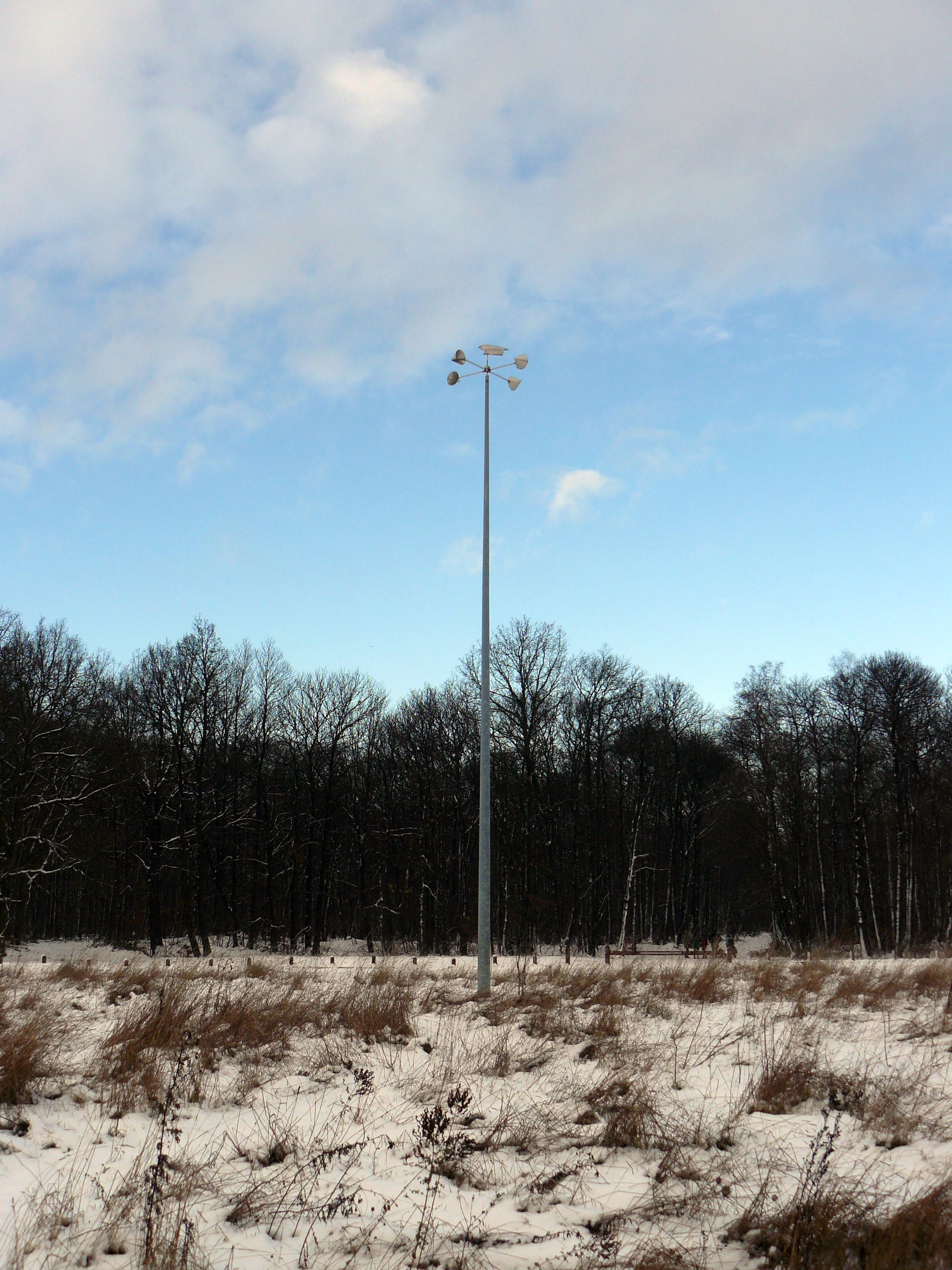
Anémomètre du Bois de Clamart.

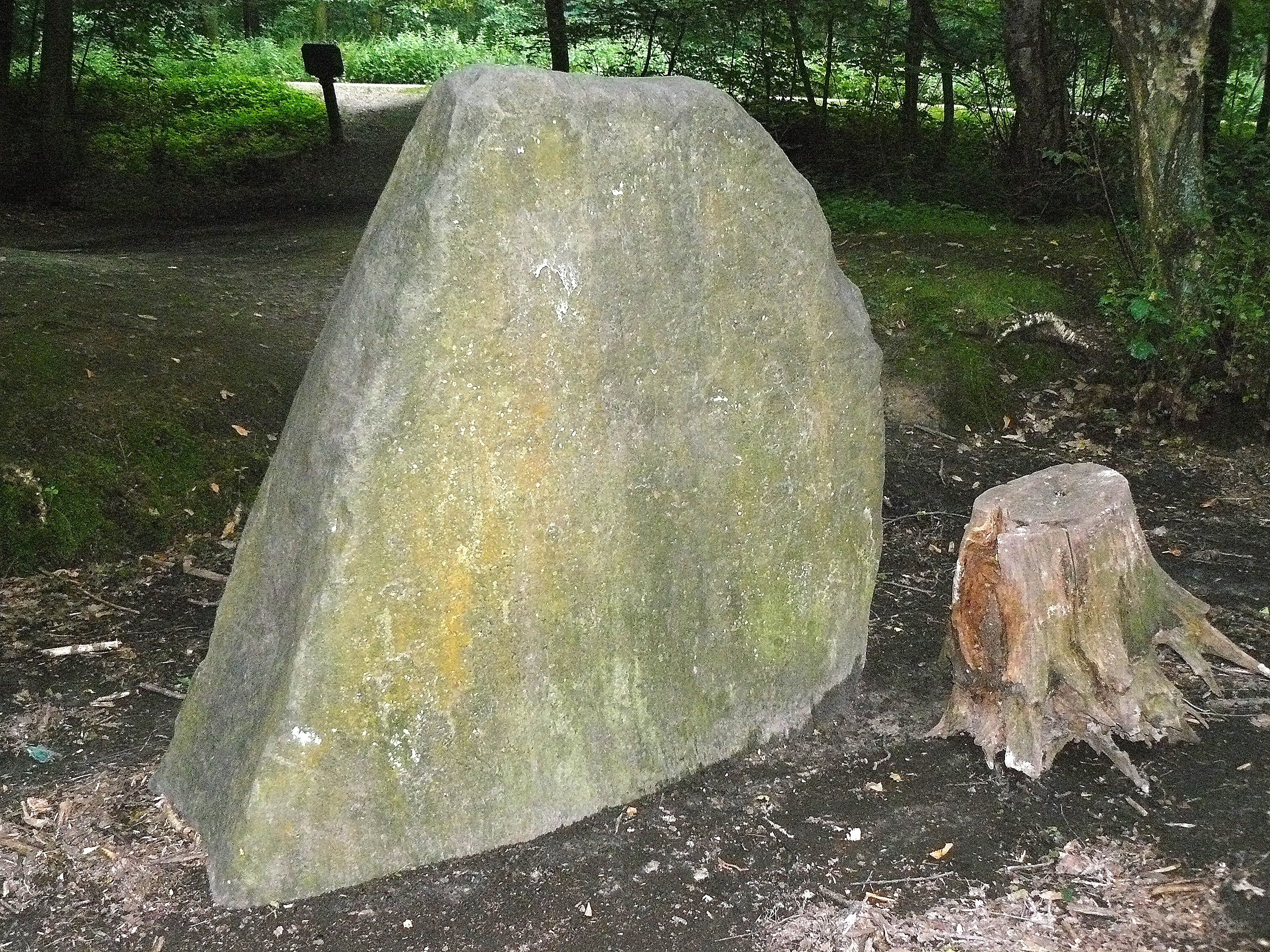
Menhir de la Pierre de Chalais, Bois de Clamart.

Clamart abrite de nombreux parcs et jardins répartis sur l'ensemble du territoire de la commune :
- Le cimetière paysager intercommunal ;
- deux stades[10] :
  - Plaine de loisirs du stade de la Plaine :
    - Un skate park
    - trois terrains de football en synthétique
    - deux terrains de rugby en synthétique
    - deux terrains de football à effectif réduit en synthétique
    - une prairie à l'écart des bruits de la ville

  - stade Hunebelle : 
    - un terrain de grands jeux en herbes
    - douze terrains de tennis
    - un boulodrome
- deux parcs : Parc de la Maison-Blanche et parc Robert-Auzelle ;
- sept jardins : Dr Damlamian, les Haydamilles, le Village, les Lyciets, la Noise, place Ferrari, Penamacor ;
- dix-sept squares[10] :
  - square Plaisance : angle rue des Plantes et Plaisance ; 427 m2 avec jeux
  - square Condorcet : angle rue Brissard et rue Condorcet avec jeux
  - square Corby : Passage entre la rue Pierre-Corby et rue de Châtillon
  - square de l'Appel-du-18-Juin-1940 : face à la place Maurice-Gunsbourg
  - square Debry : angle rue Debry et Commandant-Duval ; 500 m2
  - square des Haydamilles : rue du Chemin-Vert ; 480 m2 avec jeux
  - square des Leux : à l'angle des rues Victor-Hugo et rue Pierre Louvrier
  - square des Petits pois : passage entre la rue des Petits-Pois et la rue Marie-Doffé
  - square du 19 mars 1962 : rue des Vignes ; 346 m2
  - square du jardin Damlamian : 3 000 m2 avec des jeux
  - square du jardin de la noise : rue de la Noise ; 400 m2 avec jeux
  - square du jardin des Lyciet : rue des Carrements ; 410 m2 avec jeux
  - square du jardin du village : rue du Chemin-Vert ; 460 m2 avec jeux
  - square Ernest de Saint-Étienne : avenue Jean-Baptiste-Clément ; avec jeux
  - square Gaîté : à l'angle de la rue de la Gaîté et de la route de la Garenne ; 323 m2
  - square Missak Manouchian : 17 rue de Bretagne ;  2 000 m2 avec jeux
  - square Monplaisir : à l'angle de la rue des Coquelicots et de la rue Monplaisir

L'État administre, par l'intermédiaire de l'Office national des forêts, le Bois de Clamart, issu de la branche Est de la forêt domaniale de Meudon et qui s'étend sur une large partie ouest de la commune.

## Urbanisme

### Typologie
Au 1er janvier 2024, Clamart est catégorisée grand centre urbain, selon la nouvelle grille communale de densité à sept niveaux définie par l'Insee en 2022.
Elle appartient à l'unité urbaine de Paris, une agglomération inter-départementale regroupant 407  communes, dont elle est une commune de la banlieue,,.
Par ailleurs la commune fait partie de l'aire d'attraction de Paris, dont elle est une commune du pôle principal,. Cette aire regroupe 1 929 communes,.

### Occupation des sols

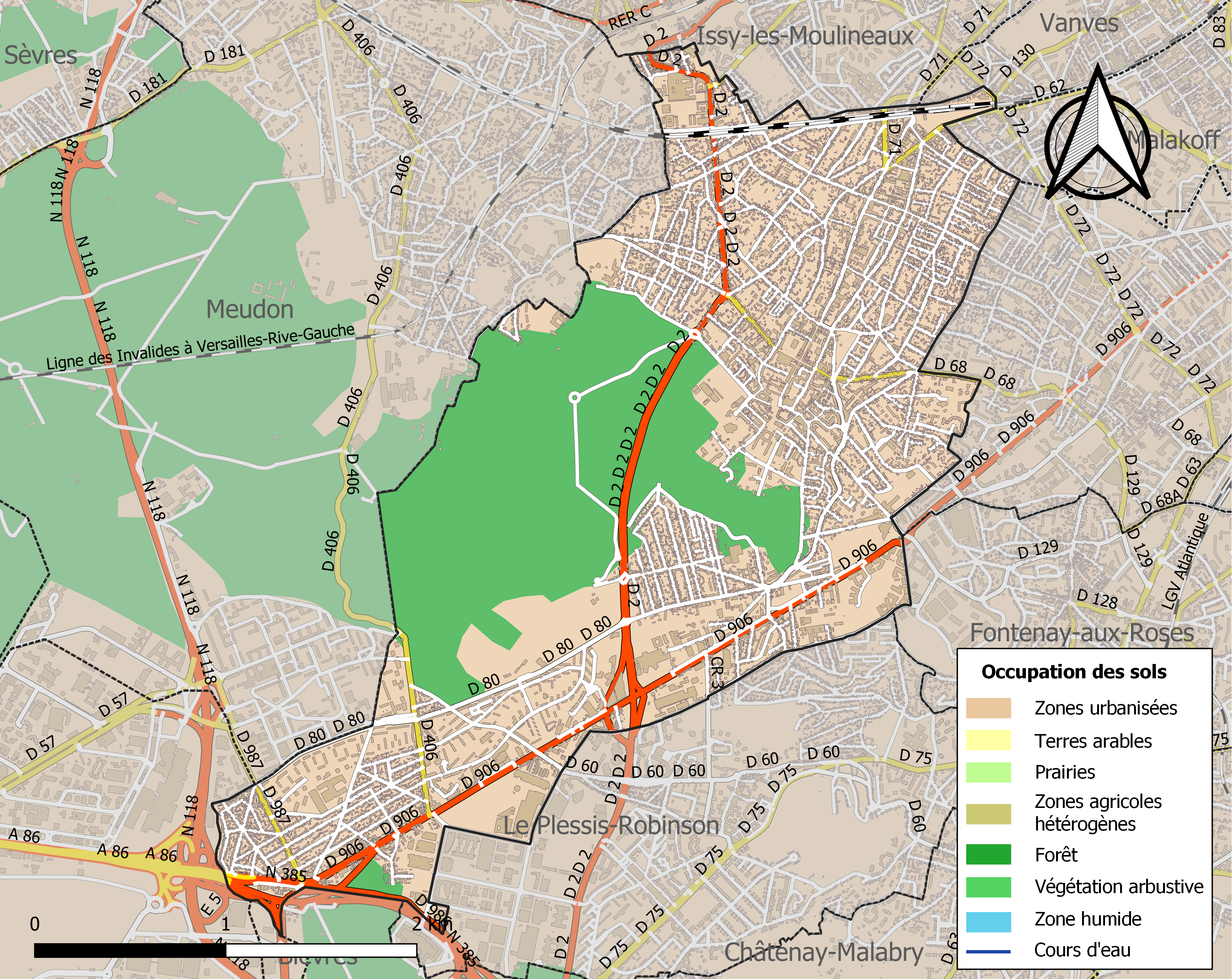
Carte des infrastructures et de l'occupation des sols de la commune en 2018 (CLC).

| Type d'occupation           | Pourcentage | Superficie (en hectares) |
| --------------------------- | ----------- | ------------------------ |
| Espace urbain construit     | 65,82 %     | 577,02                   |
| Espace urbain non construit | 9,55 %      | 83,72                    |
| Espace rural                | 24,63 %     | 215,87                   |
| Source : Iaurif             |             |                          |

### Morphologie urbaine
L’Insee découpe la commune en cinq « grands quartiers » soit Centre-ville, Percy, La Gare, Jardin-Parisien et Petit-Clamart, eux-mêmes découpés en 22 îlots regroupés pour l'information statistique.
La ville actuelle est composée de deux parties, presque séparées par le bois de Clamart chanté par Georges Brassens : le Bas-Clamart, centre historique et le Haut-Clamart, incluant notamment les quartiers du Jardin Parisien et du Petit-Clamart. Les champs de petit pois ont été remplacés par des cités à partir des années 1950. Le Petit-Clamart a été l'emplacement, le 22 août 1962, de la tentative d'attentat la plus connue contre le général de Gaulle, parmi celles organisées par les partisans de l'Algérie française.

### Habitat et logement
En 2021, le nombre total de logements dans la commune était de 25 857, alors qu'il était de 23 888 en 2016 et de 23 293 en 2011.
Parmi ces logements, 91,1 % étaient des résidences principales, 2,7 % des résidences secondaires et 6,2 % des logements vacants. Ces logements étaient pour 26,7 % d'entre eux des maisons individuelles et pour 72,4 % des appartements.
Le tableau ci-dessous présente la typologie des logements à Clamart en 2021 en comparaison avec celle des Hauts-de-Seine et de la France entière. Une caractéristique marquante du parc de logements est ainsi la faible proportion des résidences secondaires et logements occasionnels (2,7 %) par rapport au département (3,9 %) et à la France entière (9,7 %).
| Typologie                                               | Clamart | Hauts-de-Seine | France entière |
| ------------------------------------------------------- | ------- | -------------- | -------------- |
| Résidences principales (en %)                           | 91,1    | 89,6           | 82,2           |
| Résidences secondaires et logements occasionnels (en %) | 2,7     | 3,9            | 9,7            |
| Logements vacants (en %)                                | 6,2     | 6,6            | 8,1            |

Le taux de logement social était en 2007 de 33 %, réparti dans l'intégralité de la ville. La commune, qui respecte les obligations qui lui sont faites par l'article 55 de la loi SRU de disposer d'au moins 25 % de son parc de résidences principales constituées de logements sociaux, reste plutôt résidentielle.

### Projets d'aménagements
Intégrée à la communauté d’agglomération Sud de Seine, créée en 2005, la commune fait actuellement l’objet d’un vaste projet de réaménagement d'une friche ferroviaire située derrière la gare : après dépollution du site, un « éco-quartier » sera créé avec des immeubles tertiaires HQE représentant environ 18 000 m2 - voir notamment le projet SOLARIS (Bâtiment à Énergie Positive) -, un hôtel d'environ 2 500 m2, une résidence étudiante de 2 500 m2 pour environ 90 unités d’hébergement, 40 logements sociaux, des commerces et équipements publics, des circulations douces et un parking souterrain de 250 places.

### Voies de communication et transports

#### Voies routières

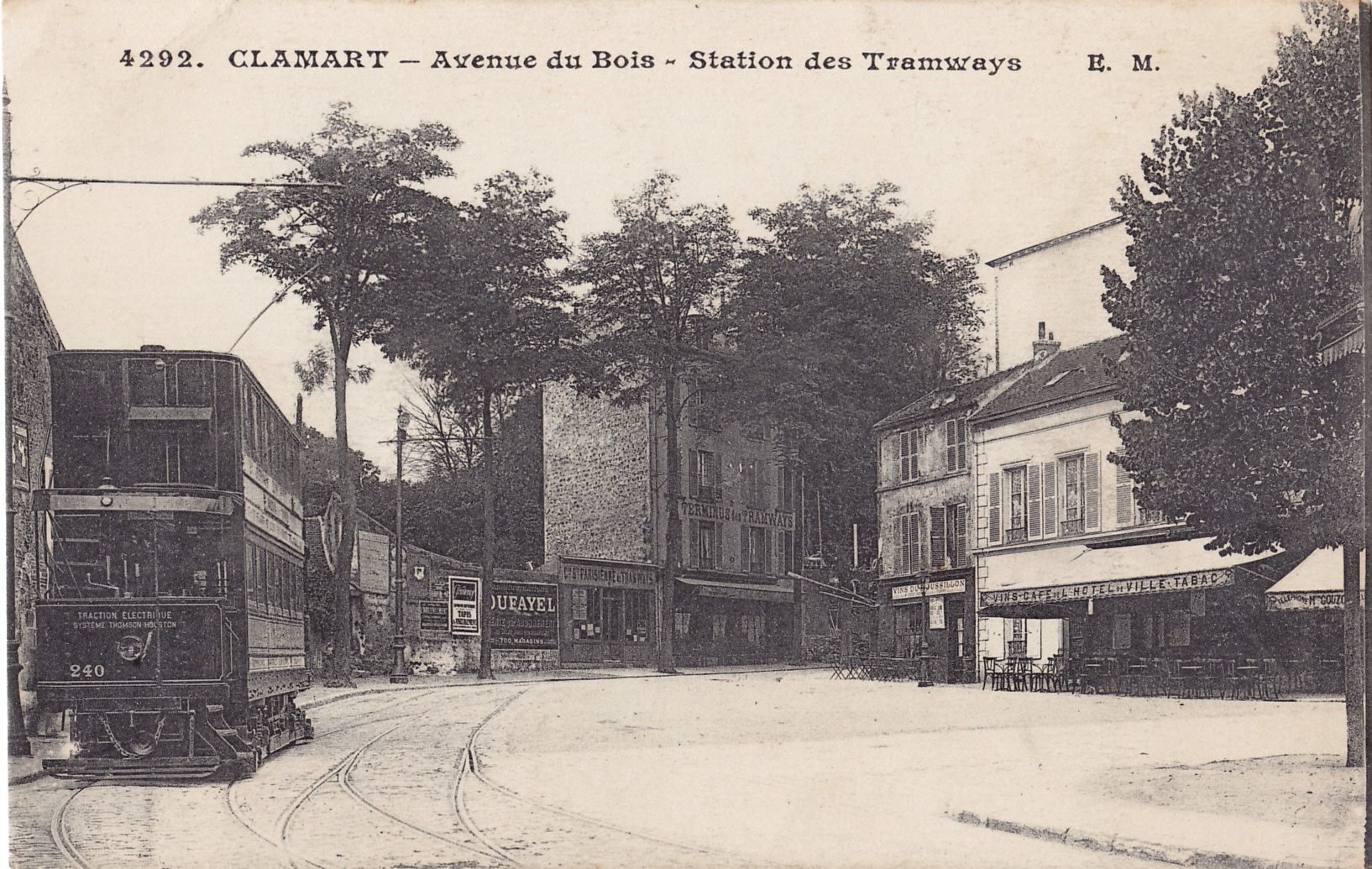
Avant d'être desservie par les bus de la RATP, Clamart était desservie par des tramways de Paris.

Le territoire de la commune est traversé notamment par :
- la route départementale RD 906 (anciennement route nationale 306) qui traverse la ville selon un axe nord-est sud-ouest ;
- l'autoroute A86, périphérique de l'Île-de-France qui longe la ville au sud, notamment via le rond-point du Petit-Clamart, où elle croise la route nationale 118 ;
- la RD 130 relie le boulevard périphérique parisien, via la porte Brancion, au centre de Clamart en passant par Vanves, Malakoff et la gare de Clamart ;
- la RD 2 relie les ponts de Billancourt au nord à l'autoroute A86 au sud, en passant par Issy-les-Moulineaux, la gare d'Issy, l'hôpital Percy, le centre de Clamart, le bois de Clamart, l'hôpital Antoine-Béclère et Le Plessis-Robinson ;
- ainsi que la RD 68 (rue Paul-Vaillant-Couturier - rue de Châtillon) et la RD 71 (boulevard des Frères-Vigouroux - avenue Victor-Hugo - avenue Jean-Baptiste-Clément - rue du Midi).

Quelques pistes cyclables sont présentes dans la ville. Depuis le 6 mai 2010, l'ensemble de la voirie communale limitée à 30 km/h est autorisée aux cyclistes dans les deux sens (double-sens cyclables systématiques dans les rues à sens unique) comme l'exige la réglementation. Le site de l'Institut d'aménagement et d'urbanisme d'Île-de-France présente une carte interactive de toutes les pistes cyclables, Clamart comprise.
Au mois de mars 2020, la ville compte 3 stations Vélib, place Maurice-Gunsbourg (Mairie de Clamart), place Aimé-Césaire et gare de Clamart.

#### Transports en commun

##### Transport ferroviaire et métropolitain

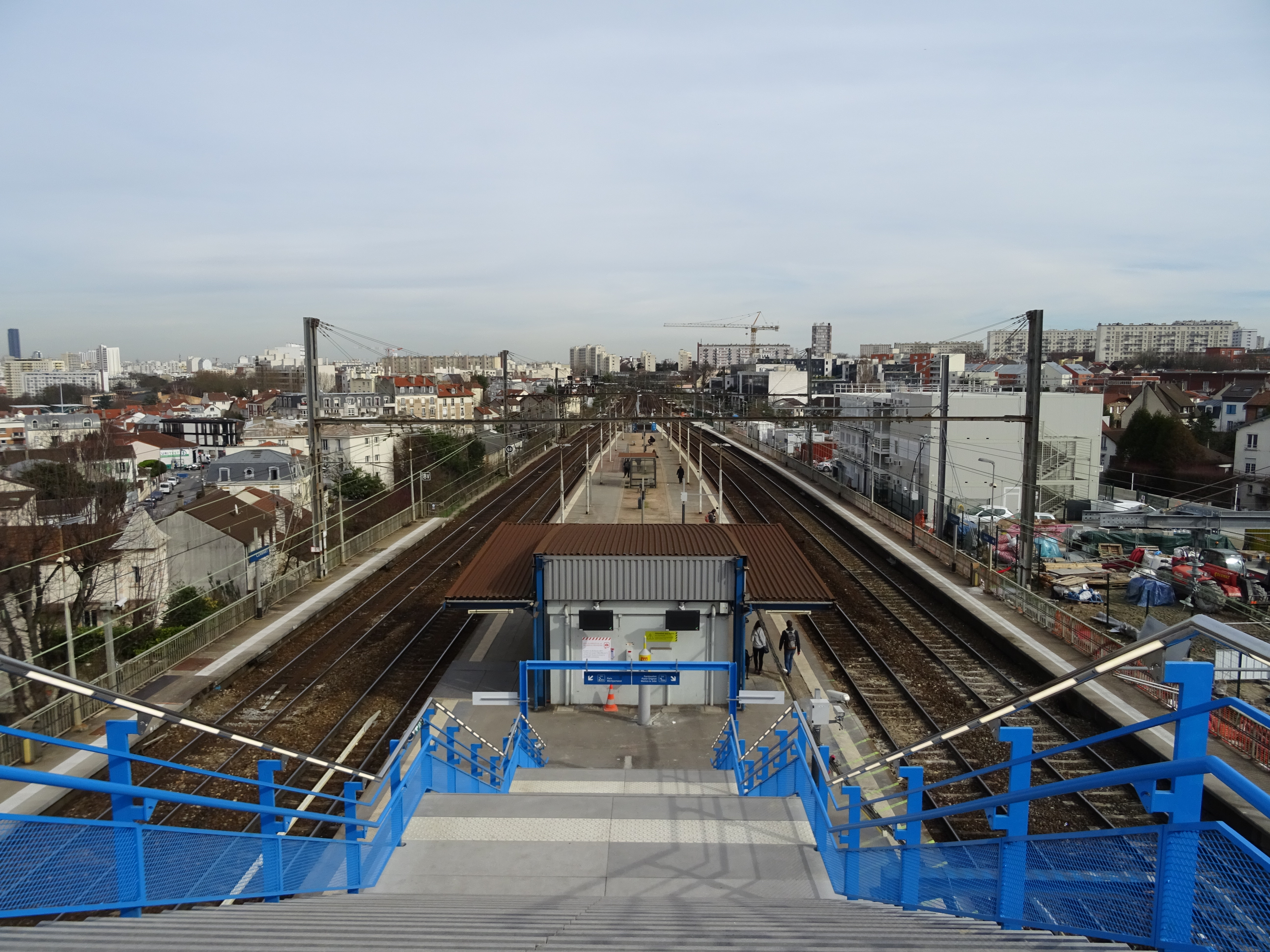
Voies et passerelle de la gare de Clamart.

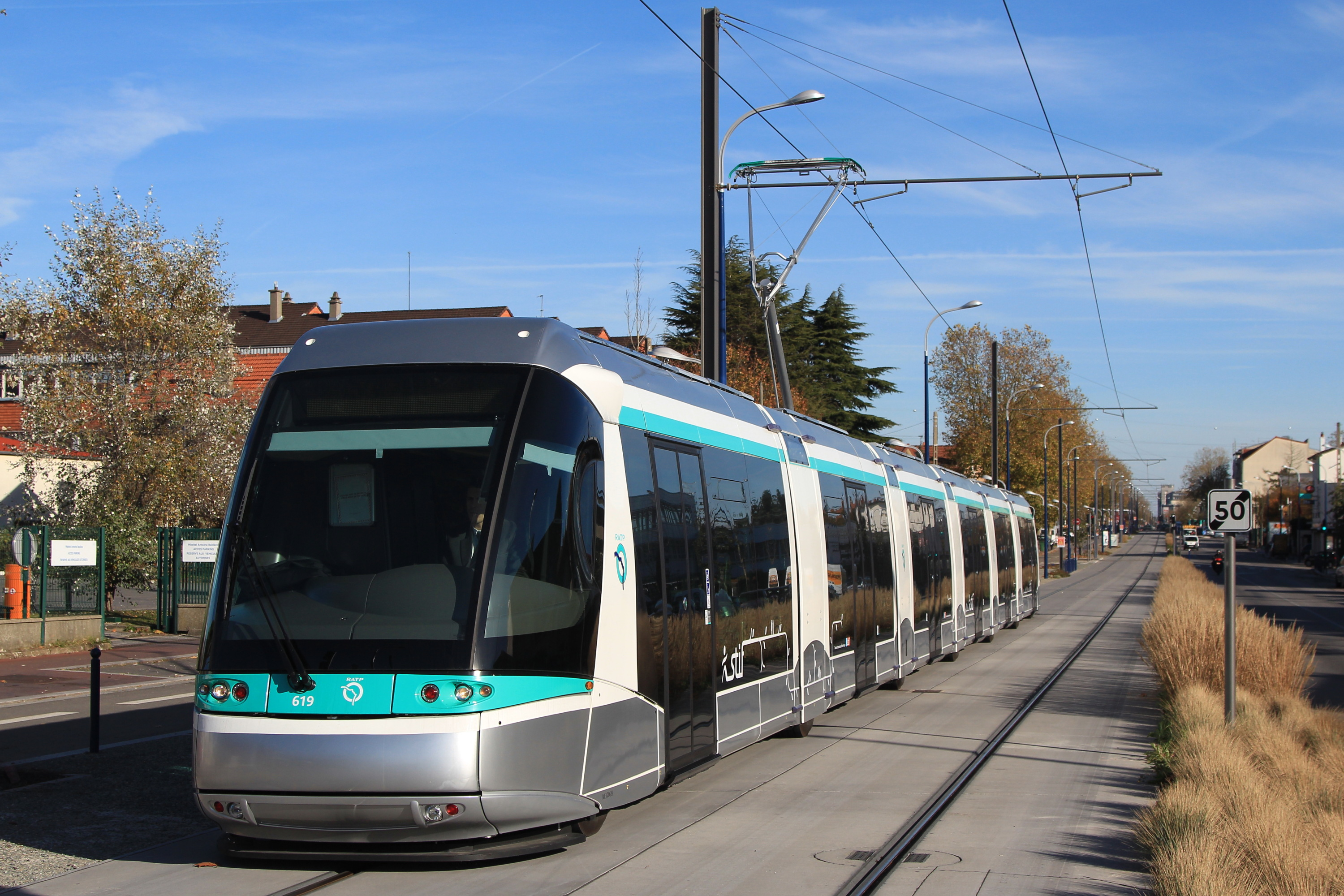
Rames de la ligne T6 dans le secteur de l'hôpital Béclère.

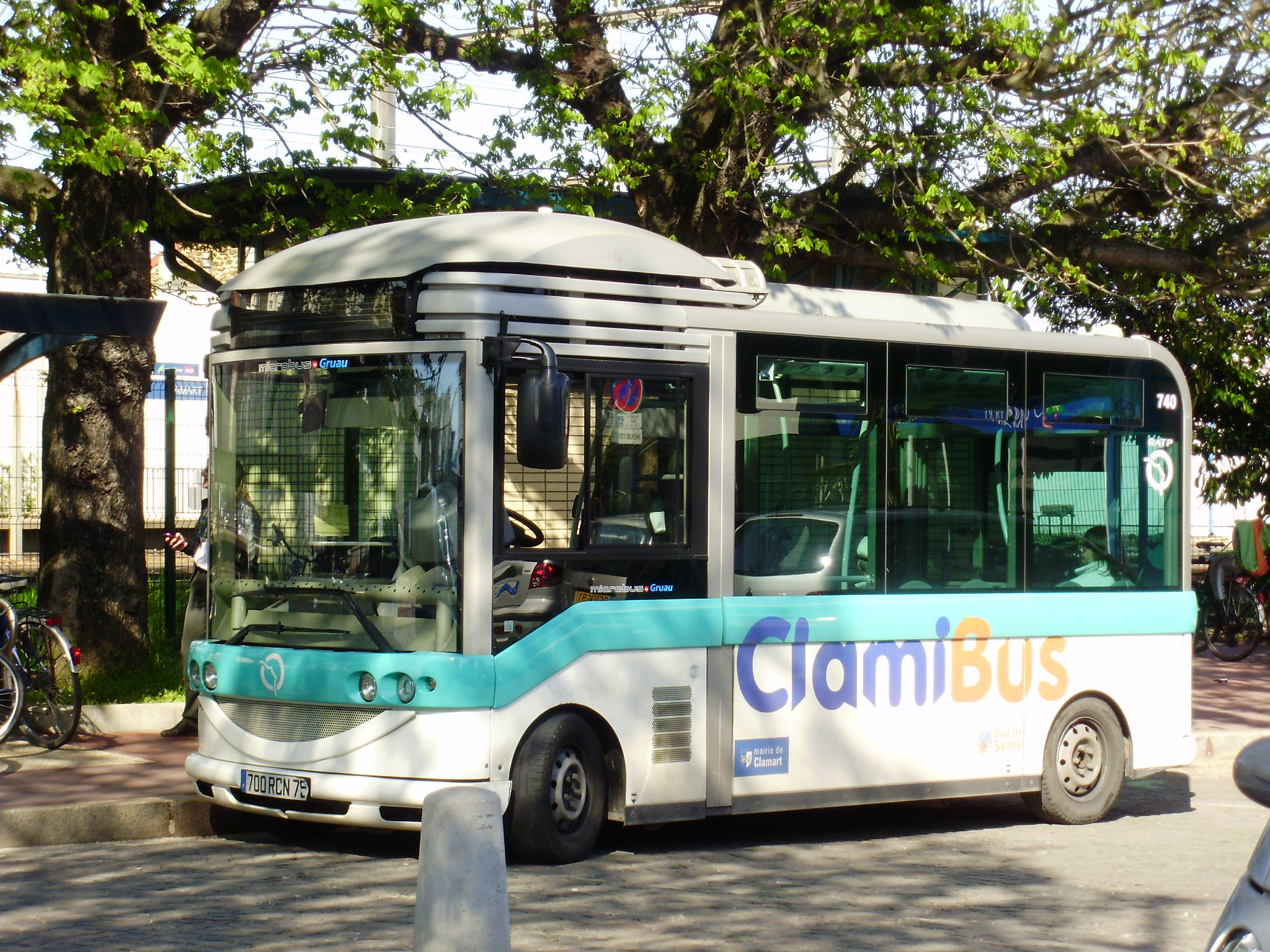
Clamibus, réseau urbain de la ville de Clamart.

- : Clamart
- : Station Clamart, en correspondance avec la ligne N du Transilien, station de la Ligne 15 Sud du Grand Paris Express en construction, pour une mise en service en 2025.

Depuis la gare de Clamart, le temps de trajet est d'environ 54 minutes depuis Rambouillet, 1 heure 16 minutes depuis Mantes-la-Jolie, 37 minutes depuis Plaisir - Grignon et 7 minutes depuis Paris-Montparnasse.
Les travaux d'une première gare commencent en 1838 et il faudra attendre deux années pour qu'elle soit ouverte aux voyageurs de la ligne Paris-Versailles au viaduc du Val-Saint-Léger. En 1904, il est fait appel à l'architecte A. Raguenet pour construire un autre bâtiment plus grand et situé de l'autre côté des rails. Cet architecte parisien, à qui on doit une importante documentation iconographique (Matériaux et documents d'architecture et sculpture, 1872-1921, 43 volumes), offre une nouvelle gare aux formes étonnantes et originales. Elle a été supprimée vers le milieu du XXe siècle pour être remplacée par une gare plus moderne.

##### Tramway d'Île-de-France
- Tramway T6   ( ) : Châtillon - Montrouge <> Viroflay-Rive-Droite

Stations : Division Leclerc, Soleil Levant, Hôpital Béclère, Mail de la Plaine, Pavé Blanc, Georges Pompidou et Georges Millandy.
- Tramway T10 ( ) : Jardin Parisien <> La Croix de Berny

Stations : Jardin Parisien, Hôpital Béclère.

##### Bus
La commune est reliée à Paris et aux communes limitrophes, via les réseaux de bus et de tramways de l'Île-de-France :
- Quatorze lignes du réseau de bus RATP : 59, 162, 169, 179, 189, 190, 191, 195, 289, 290, 389, 390, 394 et le TUVIM (service urbain d'Issy-les-Moulineaux) ;
- Trois lignes du réseau Noctilien : N61, N62 et N66 ;
- Les lignes Clamibus (service urbain de Clamart) et L'Hirondelle (service urbain de Malakoff) du réseau de bus Vallée Sud Bus ;
- La ligne 7805 du réseau de bus Île-de-France Ouest, qui relie la porte d'Orléans à Élancourt via la RD 906 et le rond-point du Petit-Clamart ;
- La ligne 15 du réseau de bus Paris-Saclay, qui relie la gare de Massy-Palaiseau au centre commercial Vélizy 2 via le rond-point du Petit-Clamart ;
- La ligne Clam'Express du réseau de bus Vallée Sud Bus, un nouveau transport sur réservation à Clamart, complémentaire au réseau de bus, entré en service le samedi 7 septembre 2019 ;
- La ligne 14 du réseau de bus Vallée Sud Bus (Ligne Bus exploitée par le transporteur Transdev) qui relie la Gare de La Croix de Berny, à Antony, située sur le réseau du RER B vers Clamart-Division Leclerc.

## Toponymie
Le nom de la localité est attesté sous les formes Clanmar ou Claumar (le nom est signalé comme étant de lecture très difficile) sur une charte du VIIe siècle où en 690, Landebert abbé de Saint-Germain l'Auxerrois et Magnoald abbé proche de Beaumont-sur-Oise indiquent être passé à Claumar. Au XIIe siècle, on trouve Clamardum ou Clemartium en latin et Clamard ou Clamart en français. A pris le nom de Le Vignoble pendant les années de la Révolution française puis a demandé à s’appeler Clamart le Vignoble en 1794.
Le chanoine Falc'hun et Bernard Tanguy lui donnent une origine gauloise *Clunia-maros. De même que le gallois clyn ou clun et le breton c'hleun, le gaulois clunia signifie « prairie ». Le gaulois mar- est semblable au breton meur et signifie « grand ». Clamart correspond donc au gallois Clynmawr « grande prairie ».

## Histoire

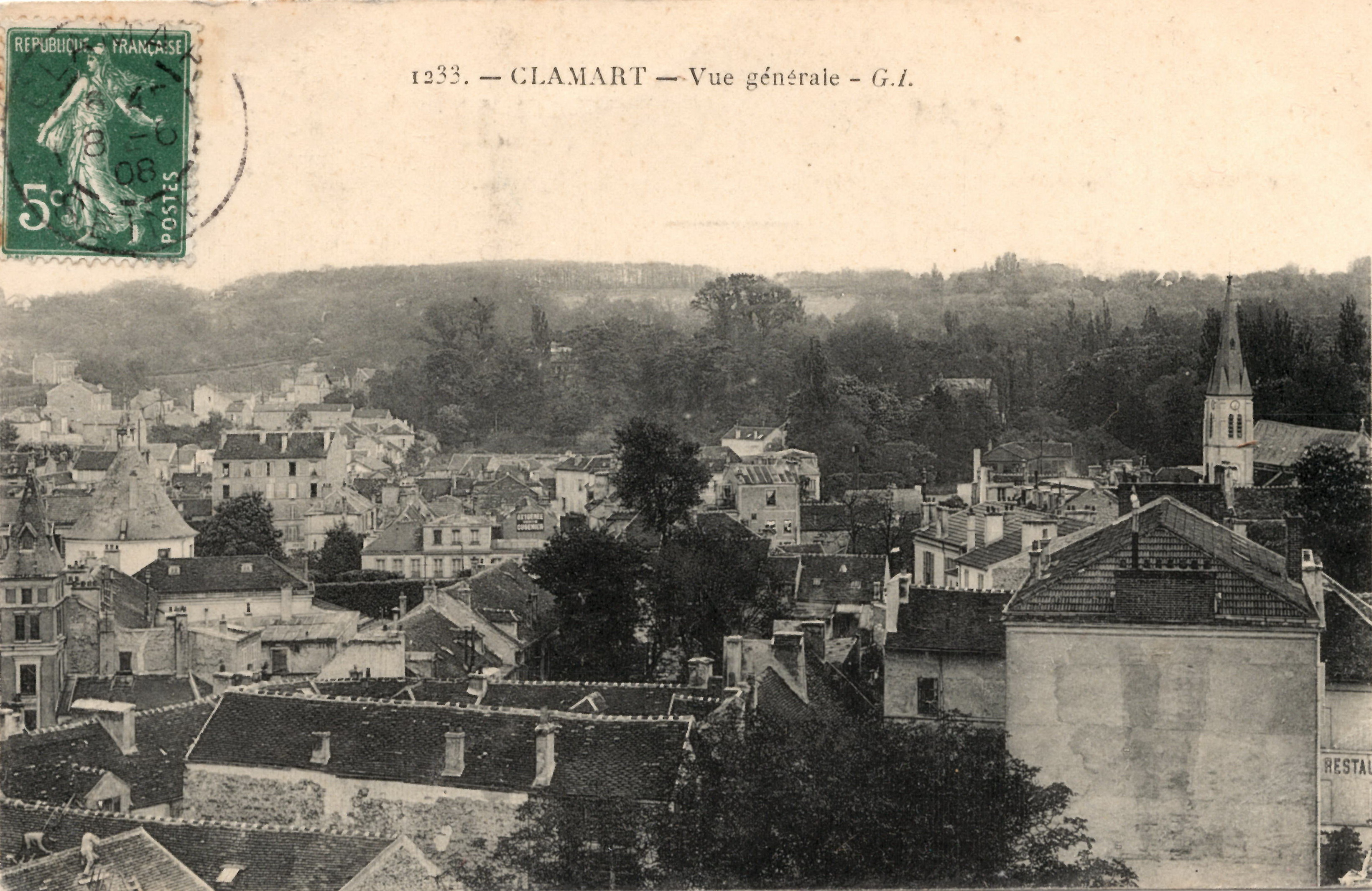
Vue générale de Clamart au XIXe siècle.

### Préhistoire
Les premiers habitants de Clamart remontent à la Préhistoire comme l'indique la découverte, dans le bois de Clamart, du monument mégalithique appelé la Pierre aux Moines ainsi que d'outils en pierre polie.

### Moyen Âge
Un nom latin Clemartium était connu dès le VIIe siècle. Églises, couvents, évêques ont tour à tour possédé la terre de Clamart-sous-Meudon.
Gui Ier de Rochefort, dit Gui Le Rouge, amortit les possessions du prieuré Saint-Martin-des-Champs à Clamart. En échange, le prieur Ours, ou Ourson, lui présente deux palefrois et donna quarante sous à Élisabeth,. Une bulle de 1096 a confirmé l'église et le village de Clamart à Saint-Martin-des-Champs,

### Temps modernes
Quatre familles nobles étaient seigneurs « par partie » de Clamart, divisé alors en quatre fiefs : de Saint-Martin, de l'Hôtel-Dieu, de Clamart ou Desprez, et de Chef-de-Ville. La plus célèbre de ces familles est Cuigy, dont l’un des représentants était l’ami de Cyrano de Bergerac. Les quatre fiefs sont réunis à la fin du XVIIIe siècle, lorsque Louis XVI acheta le fief de Chef-de-Ville.
Philippe Cuisy (1691-1779), fermier général du Roi de 1744 à 1764, seigneur d'Orgerus, de Tacoignières, de Villiers-le-Mahieu, de Maizelan et d'Osmoy, et son épouse Marie-Élisabeth Legrand (1695-1768), nièce du fermier général Salomon de La Haye (1641-1725), possèdent une maison à Paris, rue de Cléry, et à la campagne dans le village de Clamart, la Fontaine des Près, acquise en 1748. Cette propriété correspond à peu près au quadrilatère composé par la rue du Trosy, la rue de Meudon, la rue du Président-Roosevelt et la rue d'Estienne d'Orves (ancienne rue de Saint-Cloud),. Leurs deux enfants Madeleine et Louis-Philippe meurent à l'âge de 23 et 24 ans.
Le cimetière intercommunal de Clamart, également appelé cimetière du Parc créé en 1957, est à ne pas confondre avec le cimetière de Clamart situé à Paris qui se trouvait à l'emplacement des anciens jardins de l'hôtel de Clamart, propriété de certains seigneurs de Clamart ; ceux-ci avaient en outre fait élever une croix portant le nom de leur fief sur la place appelée aujourd'hui Poliveau.
Au XVIIe siècle, Clamart est considéré loin de Paris. Jean de La Fontaine, se dirigeant vers le Limousin, s'arrête pour la première couchée à Clamart, tout heureux, écrit-il à sa femme, « d'avoir déjà fait trois lieues sans aucun mauvais accident ».

### Révolution française et Empire
Le 27 mars 1794, Condorcet, célèbre philosophe et acteur important de la Révolution française, est arrêté dans une taverne de Clamart alors qu'il fuit Paris à la suite du mandat d'arrêt prononcé contre lui par Hérault de Séchelles du parti des Jacobins.

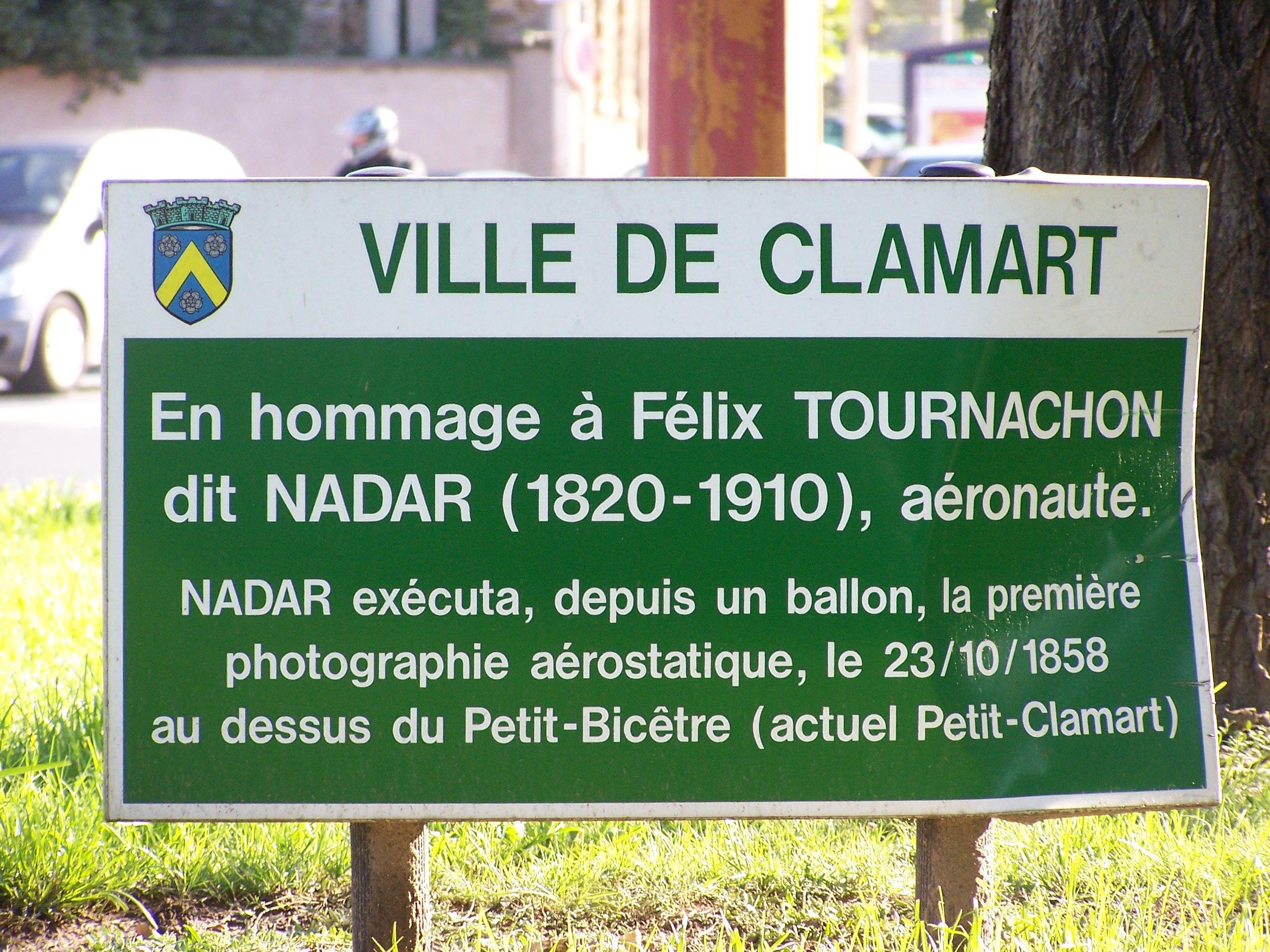
Hommage de la ville à Nadar.

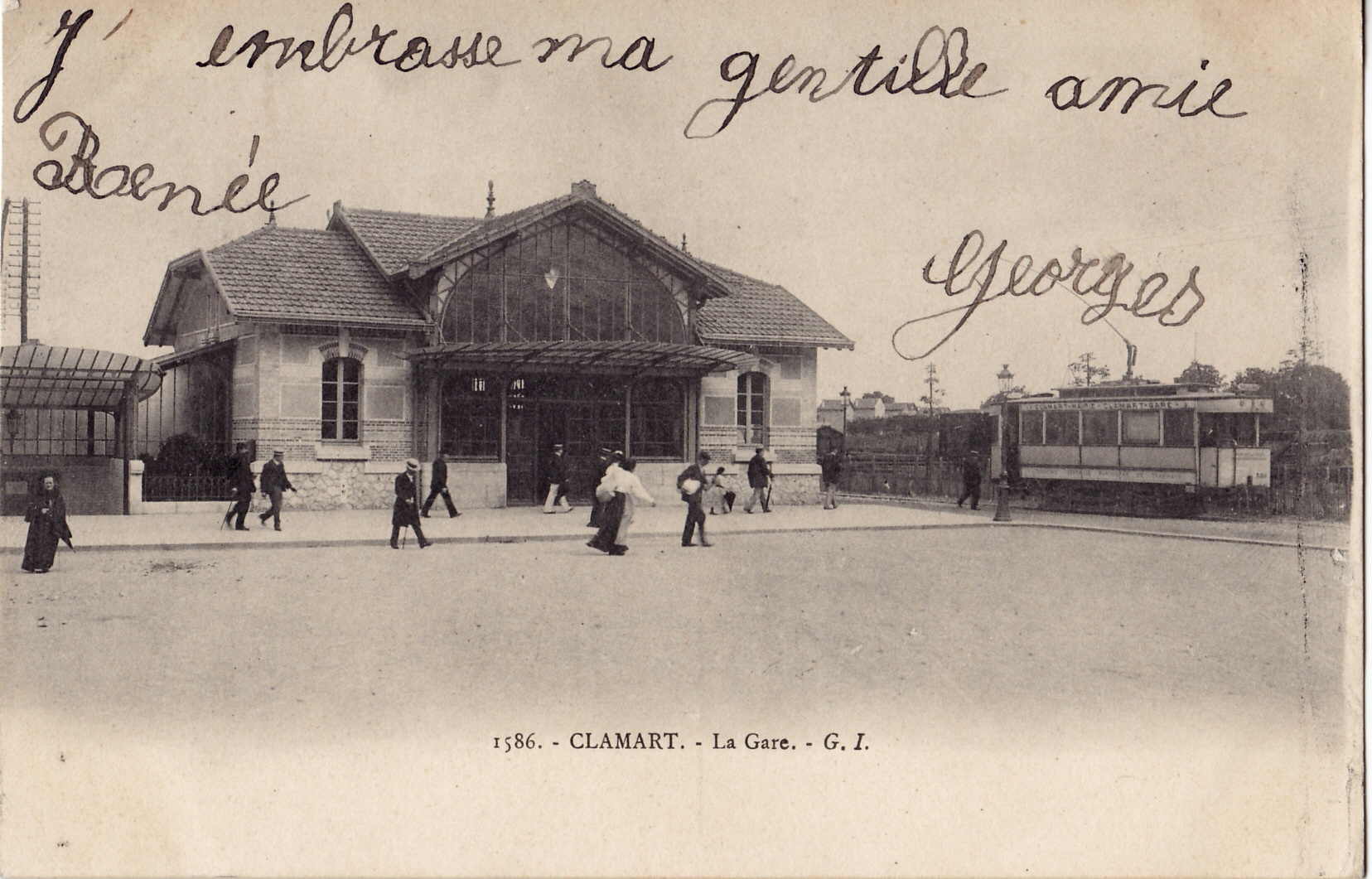
La seconde gare de Clamart, construite en 1904 et démolie au milieu du XXe siècle, était desservie, au début du XXe siècle, par une ligne de tramway qui la reliait à la mairie de Clamart.

Le 3 juillet 1815, à la fin des Cent-jours, une vive fusillade, le Combat de Sèvres s'engage auprès de Clamart entre les Prussiens placés sur les hauteurs de Meudon, Sèvres, Châtillon et le général Vandamme. Il en résulte un certain nombre de prisonniers conduits à Paris.

### Époque contemporaine
Les premières Photographies aériennes au monde, réalisées par Nadar en 1858 depuis un aérostat, étaient des vues du Petit-Bicêtre, nom que portait alors le Petit-Clamart.
Les Lettres de mon moulin d'Alphonse Daudet ont été rédigées lors du séjour de l'auteur à Clamart en 1865 au 46, rue Paul-Vaillant-Couturier, anciennement rue de Sèvres, en compagnie de son ami Paul Arène. Elles sont publiées initialement dans L'Événement sous le titre de Chroniques provençales, puis dans le Moniteur universel du soir,.
Lors du siège de Paris de 1870, Clamart fut fortement éprouvée. Le village fut en première ligne lors des première et deuxième bataille de Châtillon, en septembre et octobre 1870.
Le plateau de Clamart est resté longtemps un espace agricole sur lequel on cultivait des petits pois. Les « petits pois clamartois » de par leur qualité furent à l'origine de la qualification culinaire « à la clamartoise » qui signifie qu'un plat est accompagné de petits pois frais. Dans la cuisine française, l'expression « à la Clamart » signifie accompagné d'une garniture aux petits pois (exemple : escalope de veau à la Clamart). Chaque année au mois de juin, Clamart organise sa Fête des Petits pois, qui si elle n'a que peu de rapport avec la gastronomie, est prétexte à de nombreux rassemblements culturels, populaires et festifs.
Le 1er juin 1961, dans le quartier des Monts, à la limite entre Clamart et Issy-les-Moulineaux, un glissement de terrain dû à l’effondrement de carrières de craie, sous l'effet de pluies exceptionnelles, tua 21 personnes (rue Antoine-Courbarien, rue du Général-Négrier). 23 immeubles et plus de 6 ha de zone urbanisée furent détruits et six rues rayées de la carte,,,.
C'est dans la ville qu'intervient l'attentat du Petit-Clamart, un attentat manqué contre le général de Gaulle, le 22 août 1962.
Le premier bébé-éprouvette de France, Amandine, naquit le 24 février 1982 à l'hôpital Antoine-Béclère, grâce à l'équipe dirigée par le professeur Émile Papiernik dans laquelle se trouvait René Frydman.
En 1986 est créée la Confrérie du Clos de Clamart, pour perpétuer la tradition viticole de Clamart, l'exploitation des vignes constituant l'une des ressources agricoles de la commune jusqu'au milieu du XIXe siècle. Au début de ce siècle, 110 ha de cultures produisaient 1650 hectolitres de vin. En 1989 est créée une vigne municipale de 193 pieds de vigne, et l'ancienne grange des vignerons est transformée en musée. En 2012, un des ponts ferroviaires de Clamart est renommé « pont des Vignerons ».
L'hôpital d'instruction des armées Percy se situe au Bas-Clamart ; Yasser Arafat y mourut le 11 novembre 2004 après une courte hospitalisation. Clamart est restée sous le feu de l'actualité internationale tout au long des deux semaines passées par le leader palestinien sur son territoire.

## Politique et administration

### Rattachements administratifs et électoraux

#### Rattachements administratifs
Jusqu’à la loi du 10 juillet 1964, la commune faisait partie du département de la Seine. Le redécoupage des anciens départements de la Seine et de Seine-et-Oise fait que la commune appartient désormais au département des Hauts-de-Seine à la suite d'un transfert administratif effectif le 1er janvier 1968.
Elle faisait partie de 1801 à 1897 du canton de Sceaux, année où elle intègre le canton de Vanves de la Seine. Lors de la mise en place des Hauts-de-Seine, la ville devient en 1967 le chef-lieu du canton de Clamart, mais une partie de la ville est rattachée au canton du Plessis-Robinson. Dans le cadre du redécoupage cantonal de 2014 en France, cette circonscription administrative territoriale a disparu, et le canton n'est plus qu'une circonscription électorale.

#### Rattachements électoraux
Pour les élections départementales, la commune est depuis 2014 le bureau centralisateur d'un nouveau du canton de Clamart porté d'une à deux communes, avec Vanves.
Pour l'élection des députés, elle fait partie de la douzième circonscription des Hauts-de-Seine.

### Intercommunalité

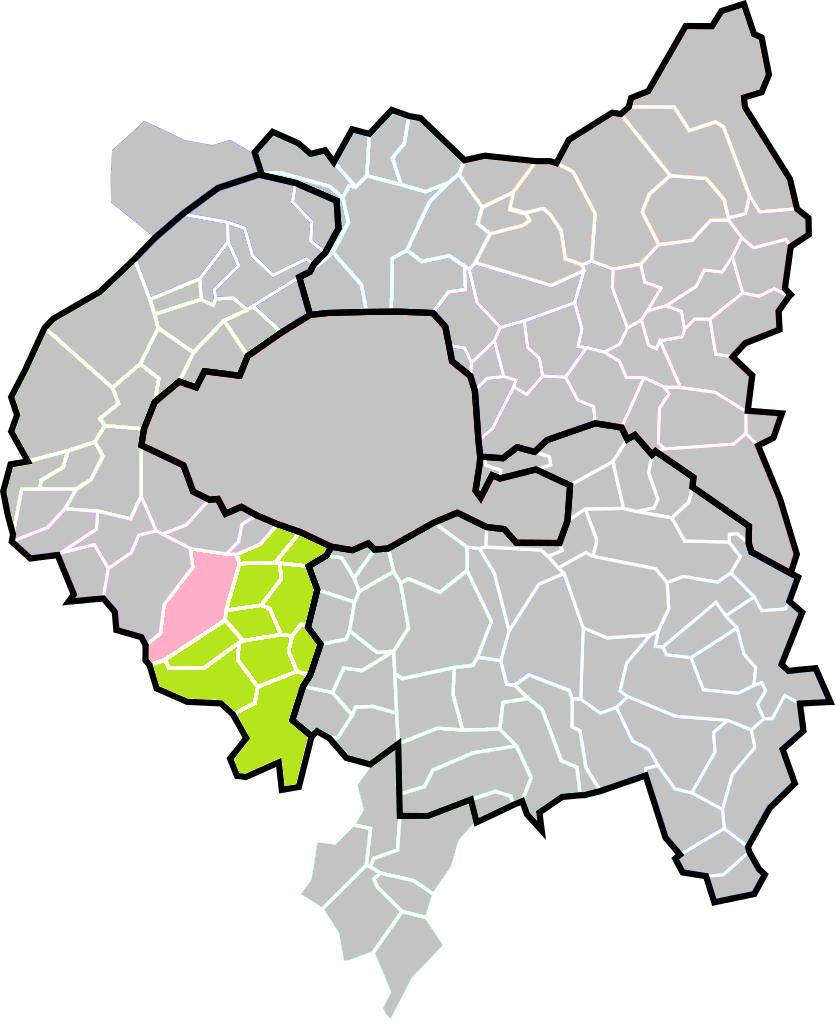
Clamart dans son EPT et dans la Métropole du Grand Paris.

La commune était membre de la communauté d'agglomération Sud de Seine créée en 2005.
Dans le cadre de la mise en œuvre de la volonté gouvernementale de favoriser le développement du centre de l'agglomération parisienne comme pôle mondial est créée, le 1er janvier 2016, la métropole du Grand Paris (MGP), à laquelle la commune a été intégrée.
La loi portant nouvelle organisation territoriale de la République du 7 août 2015 (Loi NOTRe) prévoit également la création le 1er janvier 2016 d'établissements publics territoriaux (EPT), qui regroupent l'ensemble des communes de la métropole à l'exception de Paris, et assurent des fonctions de proximité en matière de politique de la ville, d'équipements culturels, socioculturels, socio-éducatifs et sportifs, d'eau et assainissement, de gestion des déchets ménagers et d'action sociale, et exerçant également les compétences que les communes avaient transférées aux intercommunalités supprimées.
La commune fait donc partie depuis le 1er janvier 2016 de l'établissement public territorial Vallée Sud Grand Paris, créé par un décret du 11 décembre 2016.
L'EPT exerce, outre les compétences attribuées par la loi à cette catégorie d'établissement public de coopération intercommunale (EPCI), celles que les communes avaient transféré aux anciennes intercommunalités supprimées à l'occasion de sa création :
- Communauté de communes de Châtillon-Montrouge (Montrouge, Châtillon) ;
- Communauté d'agglomération des Hauts-de-Bièvre (Châtenay-Malabry, Antony, Bourg-la-Reine, Le Plessis-Robinson, Sceaux dans les Hauts-de-Seine – les deux communes essonniennes de Verrières-le-Buisson et Wissous ayant rattachées à la communauté d'agglomération Communauté Paris-Saclay) ;
- Communauté d'agglomération Sud de Seine (Fontenay-aux-Roses, Bagneux, Clamart, Malakoff).

### Tendances politiques et résultats
Clamart est une ville historiquement marquée au centre (UDF), dans un département de droite, oscillant régulièrement et faiblement de droite à gauche.
À l’élection présidentielle de 2022, Emmanuel Macron et Jean-Luc Mélenchon arrivent en tête avec respectivement 35 % et 25 % des voix.
Lors des élections municipales de 2008, le sortant socialiste Philippe Kaltenbach est réélu avec 54,8 % des voix (34 élus) en obtenant près de 75 % des voix dans certains bureaux de vote du Haut-Clamart, face à la liste UMP-MoDem conduite par Jean-Didier Berger, qui obtint 45,2 % des voix (9 élus, dont 4 liste Delom et 5 liste Berger), majoritaire dans le Bas Clamart.
Lors des élections municipales de 2014, Jean-Didier Berger est élu au premier tour avec 53,76% des suffrages (36 élus au conseil municipal, treize élus à l'ex-communauté d'agglomération) face à la liste PS-PCF menée par le successeur de Philippe Kaltenbach, Pierre Ramognino, qui n'obtient que 32,86 % des voix (sept élus au conseil municipal, trois élus à la communauté d'agglomération). Vanessa Jérome, de la liste Clamart Citoyenne soutenue par EELV et le PG, obtient 11,04 % et deux élus au conseil municipal (une élue à la communauté d'agglomération).[réf. nécessaire]
Jean-Didier Berger est réélu au second tour des Élections municipales de 2020 avec 49,9 % des voix face à la liste « Clamart Citoyenne » portée par une alliance autour de EELV et à la liste « Clamart avec vous et pour vous » soutenue par LREM, les différentes listes n’ayant pas trouvé d’accord pour s’unir au second tour. À noter l’absence du PS dans cet ancien bastion du parti, qui en 2010 comptait près de 400 adhérents à la section locale.

### Liste des maires
Entre 1790 et 1945 se sont succédé à Clamart une trentaine de maires dont certains ont marqué la ville de leur empreinte à tel point que la municipalité les a honorés par des rues, des places ou des monuments. C'est le cas, par exemple, de François Desprez (premier maire de Clamart), de Corby qui donna deux maires Jean Pierre et Louis Pierre, de Denis Gogue, maire pendant 23 ans au début du XIXe siècle, qui, par des travaux importants de voirie a contribué à assainir la ville, a construit le presbytère et a acquis le bâtiment de la mairie, de Jules Hunebelle, maire durant 44 ans à la fin du XIXe siècle, qui a continué les travaux d'assainissement, a modernisé la cité (télégraphe, gaz), et a augmenté le nombre d'écoles, ou d'Emmanuel Sarty, maire durant 9 ans et mort en 1932 en cours de mandat.
Entre la Libération et les élections de 2020, Clamart a connu 9 maires, dont la plupart ont exercé leur fonction pendant deux mandats, au terme desquels plusieurs alternances politiques ont eu lieu :
| Période          | Période          | Identité              | Étiquette       | Qualité |
| ---------------- | ---------------- | --------------------- | --------------- | --- |
| 1944             | 1944             | René Poncelet         | PCF             | Publiciste Président du Comité local de Libération de Clamart Premier maire-adjoint de Clamart |
| 1944             | 15 mai 1945      | Robert Walter         | PCF             | Ouvrier serrurier, résistant FTP |
| 15 mai 1945      | octobre 1947     | Paul Padé             | SFIO            | Instituteur, comptable |
| octobre 1947     | 10 mars 1955     | Maurice Couette       | MRP             | Directeur d'un laboratoire pharmaceutique Premier maire-adjoint de Clamart (1945 → 1947) Démissionnaire |
| 24 juin 1955     | 26 mars 1965     | Paul Padé             | SFIO            | Retraité Élu à la suite d'une élection municipale partielle |
| 26 mars 1965     | 22 janvier 1987  | Jean Fonteneau        | CD puis UDF-CDS | Gérant de société d'édition Sénateur des Hauts-de-Seine (1965 → 1977) Député des Hauts-de-Seine (1978 → 1981) Membre du conseil régional d'Ile-de-France (1976 → 1985) Vice-président de l'AMF (1972 → 1983) Démissionnaire pour raisons de santé |
| 4 février 1987   | 1er février 2000 | Jean-Pierre Foucher   | UDF-CDS         | Professeur de pharmacognosie Membre de l'Académie nationale de pharmacie Député des Hauts-de-Seine (12e circ.) (1988 → 2002) Démissionnaire |
| 1er février 2000 | 19 mars 2001     | Marie-France Lambotte | UDF             | Présidente de l'Office municipal d'HLM Première maire-adjointe de Clamart (1989 → 2000) |
| 19 mars 2001,    | 28 mars 2014     | Philippe Kaltenbach   | PS              | Chargé de mission au ministère des postes et communications (1991-1993), collaborateur parlementaire, administrateur public Sénateur des Hauts-de-Seine (2011→ 2017) Conseiller régional d’Île-de-France (2004 → 2011) Vice-président du conseil régional (2010 → 2011) Président de la CA Sud de Seine (2005 → 2008)                                                                                    |
| 28 mars 2014,    | 7 janvier 2025   | Jean-Didier Berger    | LR puis SL      | Dirigeant d'entreprise Député des Hauts-de-Seine (12e circ.) (2024 → ) Conseiller régional d’Île-de-France (2021 → ) Conseiller départemental de Clamart (2015 → 2021) Vice-président du conseil départemental (2015 → 2021) Président de l'EPT Vallée Sud Grand Paris (2016 → 2024) 1er vice-président du conseil régional d'Île-de-France (2021 → 2024) Démissionnaire après son élection comme député |
| janvier 2025,    | En cours         | Yves Coscas           | LR              | Cadre technique retraité Adjoint au maire (2014 → 2025) Conseiller départemental de Clamart (2021 → ) 11e vice-président de l'EPT Vallée Sud Grand Paris (2020 → ) Père du youtubeur McFly, du duo McFly et Carlito. |

### Jumelages
Au 25 juin 2012, Clamart est jumelée avec, :
- Lunebourg (Allemagne) depuis 1975 ;
- Scunthorpe (Royaume-Uni) depuis 1976 ;
- Majadahonda (Espagne) depuis 1988 ;
- Artachat (Arménie) depuis 2003 ;
- Penamacor (Portugal) depuis 2006.

Par ailleurs, la commune de Clamart a signé, en 2003, 2008 et 2009, des contrats de partenariats avec la commune de Kidal (Mali).

## Équipements et services publics

### Enseignement
Clamart est située dans l'académie de Versailles.
La ville administre quatorze écoles maternelles communales publiques : Anne-Frank, Bourcillière, Closiaux, Fleury, Gathelot, Jardin-Parisien, Jean-Monnet, Jean-de-La Fontaine, Jules-Ferry, Moulin-de-Pierres, Plaine, Rochers, et dix écoles élémentaires communales : Garenne, Jean-Monnet, Jean-de-La Fontaine, Jules-Ferry, Léopold-Sédar-Senghor, Louise-Michel, Mairie, Moulin-de-Pierres, Rochers, Trivaux. La ville compte aussi un établissement privé catholique, le groupe scolaire Saint-Joseph accueillant les élèves de la maternelle au CM2.
Le département gère trois collèges : Maison-Blanche, Alain-Fournier et Petits-Ponts, ainsi qu'un collège privé : Sainte-Marie. La région Île-de-France gère un lycée : Jacques-Monod.

### Santé

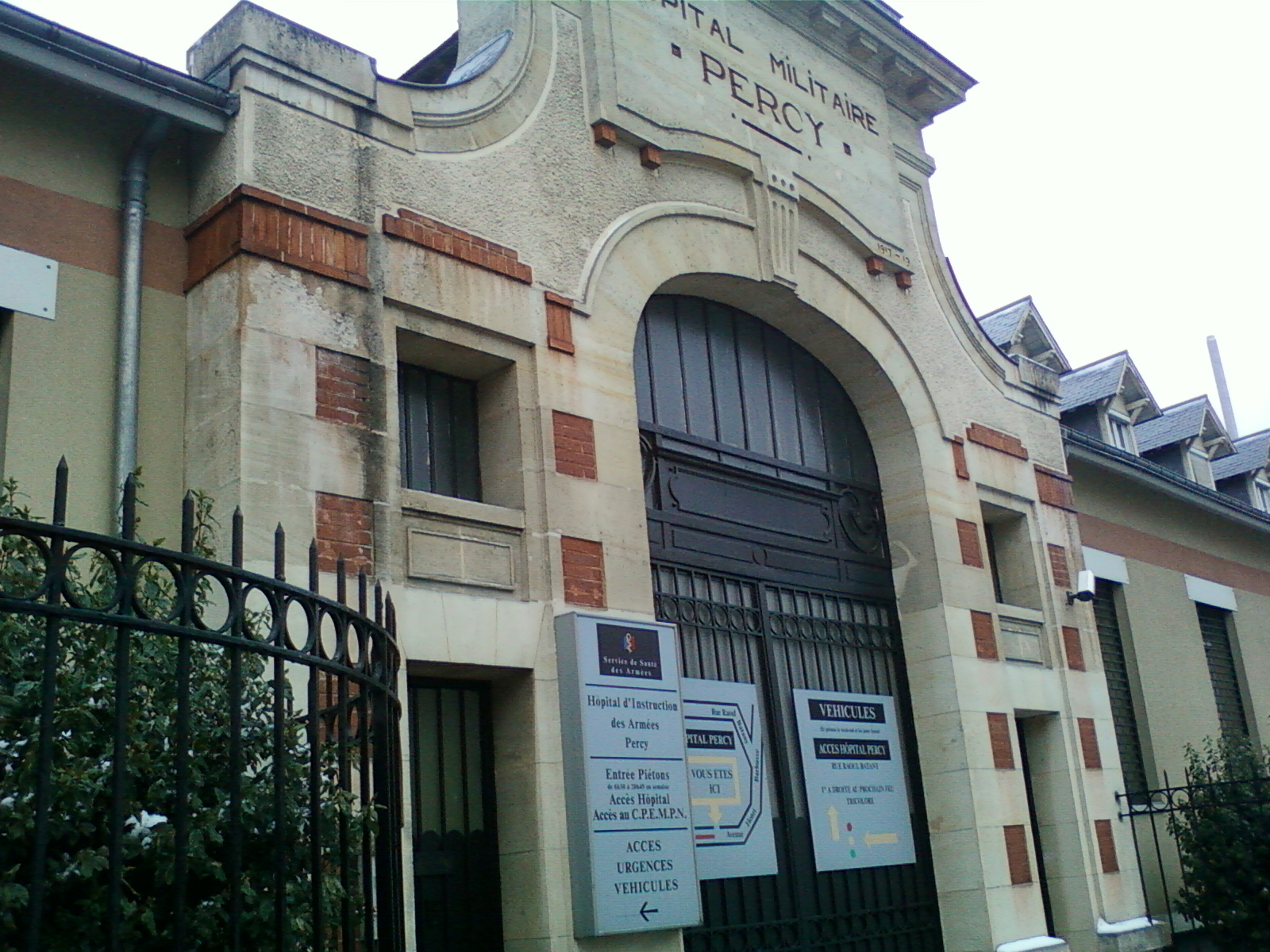
Vue de l’hôpital Percy.

Au bas Clamart se trouve le grand hôpital d'instruction des armées Percy. C'est l'un des deux grands hôpitaux militaires de la région parisienne avec l'hôpital Bégin. Il dispose entre autres d'un des plus performants services de grands brûlés existant en Europe.
Sur les hauteurs de Clamart, l´hôpital Antoine-Béclère est un centre hospitalier universitaire (CHU) public de l'Assistance publique - Hôpitaux de Paris (AP-HP) se situant le long de l'ancienne RN306, avant le secteur du Petit-Clamart. Sa capacité d'accueil est de 411 lits.
Le groupe hospitalier Paul-Guiraud (centre hospitalier spécialisé) face à l'hôpital Antoine-Béclère.

### Justice, sécurité, secours et défense
Clamart relève du tribunal d'instance de Vanves, du tribunal de grande instance, du tribunal pour enfants, du tribunal de commerce de Nanterre, du conseil de prud'hommes de Boulogne-Billancourt, de la cour d'appel de Versailles, du tribunal administratif de Cergy-Pontoise et de la cour administrative d'appel de Versailles.

## Population et société

### Démographie

#### Évolution démographique
L'évolution du nombre d'habitants est connue à travers les recensements de la population effectués dans la commune depuis 1793. Pour les communes de plus de 10 000 habitants les recensements ont lieu chaque année à la suite d'une enquête par sondage auprès d'un échantillon d'adresses représentant 8 % de leurs logements, contrairement aux autres communes qui ont un recensement réel tous les cinq ans,.

En 2022, la commune comptait 56 882 habitants, en évolution de +8,29 % par rapport à 2016 (Hauts-de-Seine : +2,75 %, France hors Mayotte : +2,11 %).
| 1793 | 1800 | 1806 | 1821  | 1831  | 1836  | 1841  | 1846  | 1851  |
| ---- | ---- | ---- | ----- | ----- | ----- | ----- | ----- | ----- |
| 969  | 736  | 740  | 1 022 | 1 225 | 1 268 | 1 567 | 1 564 | 1 763 |

| 1856  | 1861  | 1866  | 1872  | 1876  | 1881  | 1886  | 1891  | 1896  |
| ----- | ----- | ----- | ----- | ----- | ----- | ----- | ----- | ----- |
| 2 149 | 2 751 | 3 194 | 3 163 | 3 640 | 4 187 | 5 112 | 5 491 | 6 283 |

| 1901  | 1906  | 1911   | 1921   | 1926   | 1931   | 1936   | 1946   | 1954   |
| ----- | ----- | ------ | ------ | ------ | ------ | ------ | ------ | ------ |
| 7 391 | 8 720 | 11 376 | 15 916 | 22 734 | 31 047 | 32 427 | 33 817 | 37 924 |

| 1962   | 1968   | 1975   | 1982   | 1990   | 1999   | 2006   | 2011   | 2016   |
| ------ | ------ | ------ | ------ | ------ | ------ | ------ | ------ | ------ |
| 47 991 | 54 906 | 52 952 | 48 353 | 47 227 | 48 572 | 50 655 | 52 731 | 52 528 |

| 2021   | 2022   | - | - | - | - | - | - | - |
| ------ | ------ | - | - | - | - | - | - | - |
| 54 491 | 56 882 | - | - | - | - | - | - | - |

La proximité de la gare de Paris-Montparnasse, lieu d'arrivée des trains du grand Ouest, a fait que nombre de Bretons s'y sont installés aux siècles derniers - comme dans les communes avoisinantes.
De nombreux immigrants arméniens se sont installés à Clamart et y ont développé une importante activité artisanale de tricot.

#### Pyramide des âges
En 2018, le taux de personnes d'un âge inférieur à 30 ans s'élève à 37,3 %, soit en dessous de la moyenne départementale (38,4 %). À l'inverse, le taux de personnes d'âge supérieur à 60 ans est de 22,2 % la même année, alors qu'il est de 20,0 % au niveau départemental.
En 2018, la commune comptait 24 909 hommes pour 28 017 femmes, soit un taux de 52,94 % de femmes, légèrement supérieur au taux départemental (52,41 %).
Les pyramides des âges de la commune et du département s'établissent comme suit.
| Hommes | Classe d’âge | Femmes |
| ------ | ------------ | ------ |
| 0,8    | 90 ou +      | 2,2    |
| 5,8    | 75-89 ans    | 8,6    |
| 13,1   | 60-74 ans    | 13,5   |
| 21,3   | 45-59 ans    | 20,9   |
| 19,1   | 30-44 ans    | 19,7   |
| 18,7   | 15-29 ans    | 17,7   |
| 21,1   | 0-14 ans     | 17,3   |

| Hommes | Classe d’âge | Femmes |
| ------ | ------------ | ------ |
| 0,6    | 90 ou +      | 1,6    |
| 5,2    | 75-89 ans    | 7,2    |
| 12,1   | 60-74 ans    | 13,5   |
| 19,3   | 45-59 ans    | 19,4   |
| 22,6   | 30-44 ans    | 21,9   |
| 20,2   | 15-29 ans    | 18,9   |
| 19,9   | 0-14 ans     | 17,4   |

### Manifestations culturelles et festivités
Un festival des arts de la rue « la fête des petits pois » se déroule fin juin. Son nom rend hommage au passé de Clamart lorsque de nombreux potagers étaient consacrés à la culture des petits pois.
La ville organise également plusieurs activités pendant la période de Noël : marché de Noël, animations, patinoire sur la place Maurice-Gunsbourg et une descente en rappel du Père Noël sur la façade la mairie.
Un défilé est également organisé à l'occasion de la fête de la Musique.

### Sports et loisirs
Les Clamartois disposent de nombreux clubs sportifs (volley-ball, handball, tennis de table, gymnastique, football, basket, natation, plongée, etc.) où de nouveaux aménagements ont été réalisés (complexe sportif pour la gymnastique, nouveaux terrains de football de la Plaine...).
- Complexe sportif Hunebelle, avec deux gymnases, une salle d'échauffement, une salle de musculation, un terrain de grands jeux en herbe, une piste d'athlétisme de 400 m, douze courts de tennis, un mini-tennis et un terrain de pétanque (place Hunebelle). Un nouveau centre sportif et de loisirs verra le jour en lieu et place de l’ancien stade Hunebelle, devenu vétuste. Après plusieurs années de conception, d'études et de concertations, le chantier a démarré fin 2020. Une salle indoor d’athlétisme de niveau national de 5 900 m2, composée de 8 pistes de sprint et d’éléments permettant de pratiquer le saut en hauteur, le triple saut et la perche, pourra accueillir les compétitions et les entraînements. Un gymnase omnisports 1 600 m2 ainsi qu'une salle de boxe avec rings, sacs sur rail et espace de musculation seront également mis en place. Cinq nouveaux terrains de tennis seront construits. Ce centre sportif abritera également un pôle de loisirs comprenant un bowling de 12 pistes avec un espace bar et jeux, ainsi qu’un restaurant.[79]
- Dojo du Centre, destiné aux arts martiaux (10 rue de Bièvres)
- Piscine de Clamart, avec deux bassins de 25 m (loisir et sportif), un bassin aqualudique, une pataugeoire, un espace "détente et bien-être" et un espace aqualudique extérieur (37 rue du Docteur-Roux)
- Stade de la Plaine (131 chemin du Parc), avec trois terrains de football, deux terrains de rugby et deux terrains de football réduits
- Gymnase Bretagne (1 rue de Bretagne)
- Gymnase Condorcet (52 rue Condorcet)
- Gymnase du Jardin-Parisien (rue de Crouy)
- Gymnase intercommunal du Fort (56 rue de Fontenay), avec la salle d’armes du Club Escrime Clamart, des aires de lancer et une piste d'athlétisme de 200 m.
- Gymnase Léo-Lagrange (330-336 avenue du Gal-de-Gaulle), avec une salle équipée pour l'escalade.
- Complexe sportif du Petit-Clamart (56 rue de la Bourcillière), avec un dojo, une salle de musculation et un gymnase de handball.
- Gymnase du Guet utilisé pour le volley-ball lors des traveaux du stade Hunebelle (3 rue du guet)

### Cultes
Les habitants de Clamart disposent de lieux de culte catholique, protestant et musulman.

#### Culte catholique

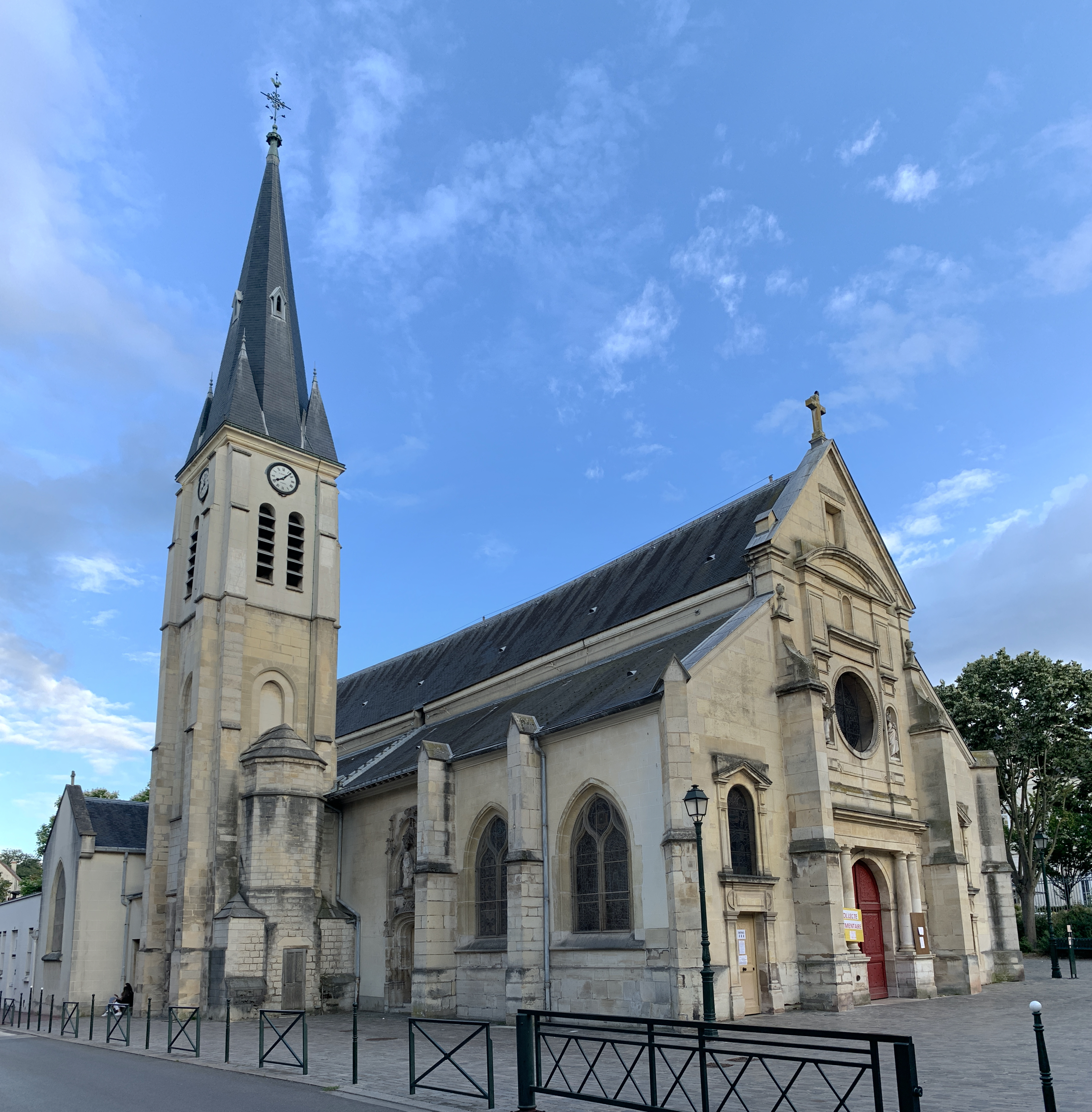
Église Saint Pierre-Saint Paul.

Depuis janvier 2010, la commune de Clamart fait partie du doyenné des Forêts, l'un des neuf doyennés du diocèse de Nanterre.
Au sein de ce doyenné, les trois lieux de culte catholique relèvent de deux paroisses. La première concerne essentiellement le Bas-Clamart :
- paroisse Saint Pierre-Saint Paul et Saint-Joseph : l'église Saint-Pierre-Saint-Paul ; l'église Saint-Joseph,

et une sur le plateau du Haut-Clamart, la seconde, associée à la paroisse du Plessis-Robinson :
- église Saint-François-de-Sales.

La ville abrite également plusieurs communautés religieuses[source insuffisante] :
- un centre spirituel Manrese (jésuites) ;
- une communauté des filles de Notre-Dame du Sacré-Cœur d'Issoudun ;
- une association Saint Pierre Claver (sœurs missionnaires).

#### Culte protestant
- Église évangélique
- Église Protestante Unie

Culte Orthodoxe

#### Culte musulman
Une mosquée importante est établie dans le Haut-Clamart, en bordure de la D 906.

#### Lieux de sépulture
- le cimetière intercommunal de Clamart, dit Cimetière du Parc, rue de la Porte-de-Trivaux ;
- le cimetière communal de Clamart dit cimetière du Bois-Tardieu, entre l'avenue du Général-de-Gaulle et l'avenue du Bois-Tardieu ;
- il a existé place Jules-Hunebelle (anciennement place Saint-Pierre) un cimetière, de 1793 à 1868.

## Économie

### Revenus de la population et fiscalité
En 2010, le revenu fiscal médian par ménage était de 37 793 €, ce qui plaçait Clamart au 3 918e rang parmi les 31 525 communes de plus de 39 ménages en métropole.

### Entreprises et commerces
- Coca Cola est implanté à Clamart depuis 1967. Cette usine est la plus ancienne usine d'embouteillage française de Coca-Cola. Coca-Cola Europacific Partners (CCEP) France, la société d’embouteillage et de commercialisation des marques du groupe Coca-Cola, a annoncé  le 15 février 2024 la fermeture de cette usine fin 2025, après 60 ans de services. Il est prévu que les activités du site de Clamart soient transférées sur le site de Grigny (Essonne)[88],[89].
- Le siège social d'Optic 2000 s'est installé à Clamart en 2005.
- Le siège social du groupe Novares
- Le siège social de LafargeHolcim

## Culture locale et patrimoine

### Lieux et monuments

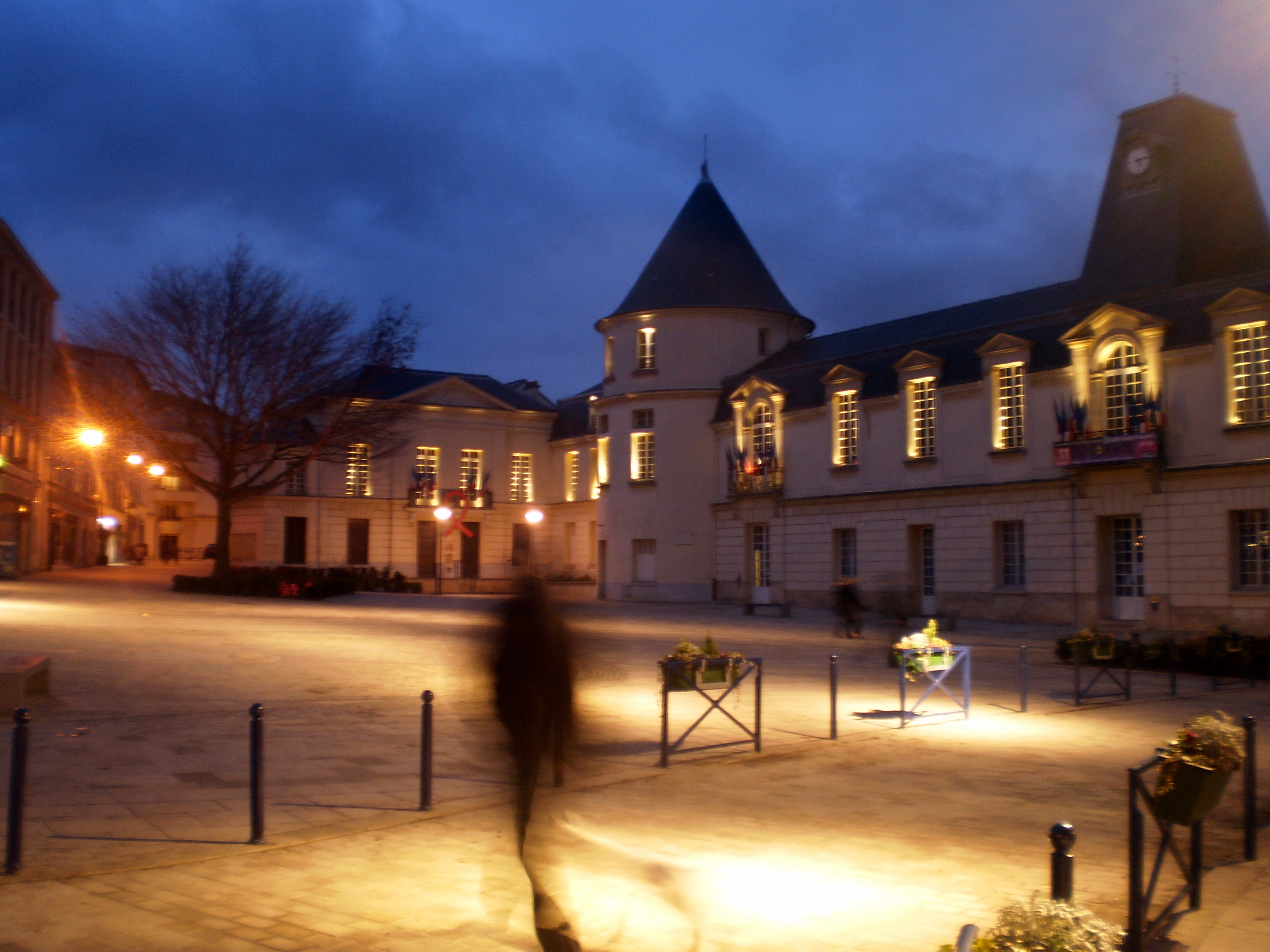
Place de l'Hôtel-de-Ville de Clamart.

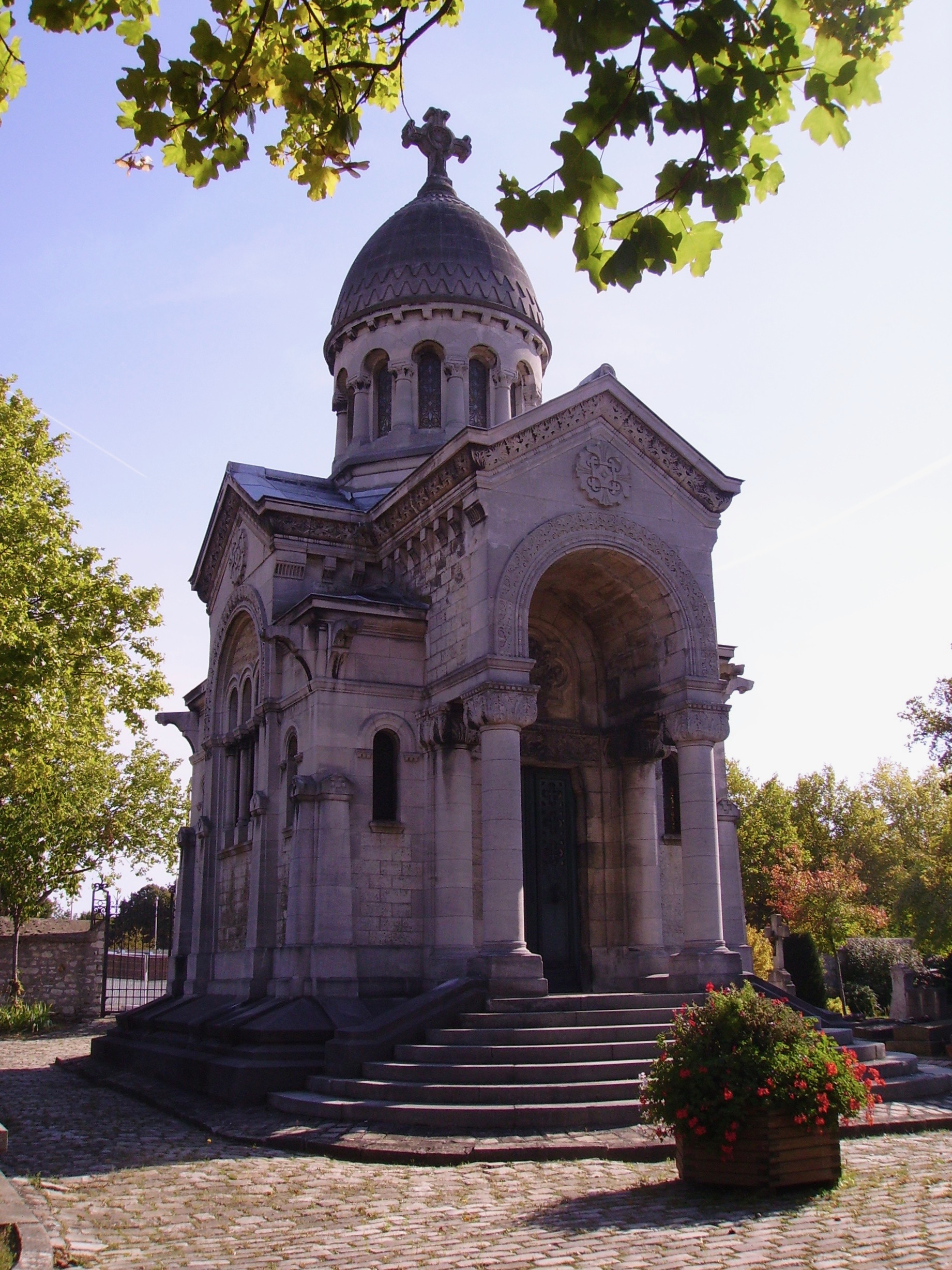
Chapelle funéraire d'Hunebelle.

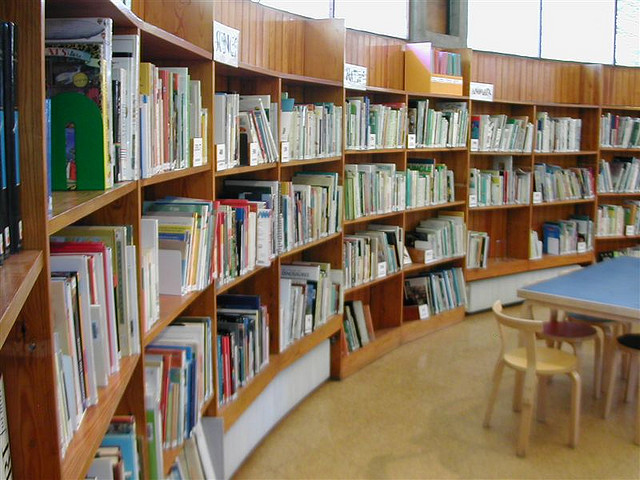
La Petite Bibliothèque ronde.

La commune comprend de nombreux monuments répertoriés à l'inventaire général du patrimoine culturel de la France.
- Hôtel de ville de Clamart, XVIIe siècle/XIXe siècle comprenant 3 salles différentes : la salle des commissions, la salle des mariages, la salle du conseil.
- Place Maurice-Gunsburg, fontaine inaugurée en 1943, évoquant la vie sylvestre et bucolique de Clamart.
- Maison de retraite Ferrari, du XIXe siècle construite par l'architecte Léon Ginain dans un style Renaissance italienne.
- Médiathèque Buanderie-Anne Capezzuoli, bâtiment inscrit à l’inventaire supplémentaire des monuments historiques et faisant partie du Réseau des médiathèques de Clamart
- CEMC (Centre d'expression Musicale et Corporelle)
- L'association La Petite Bibliothèque ronde, (autrefois Bibliothèque des enfants et des jeunes de la Plaine), 1965, œuvre de l'architecte Gérard Thurnauer, membre de l'Atelier de Montrouge, est inscrit au titre des monuments historiques en cours de classement.
- Cité de la Plaine, dessinée par l'architecte-urbaniste Robert Auzelle et construite entre 1950 et 1965, elle s'étend sur 22,25 ha dont 12 ha d'espaces verts. Elle se compose de 77 immeubles, formant un total de 1993 logements.
- Cimetière intercommunal de Clamart, créé également par Robert Auzelle à côté de la Cité de la Plaine.
- Fondation Arp, sise en les lieux où vécut l'artiste.
- Centre d'arts plastiques contemporains Albert-Chanot.
- Chapelle funéraire de Jules Hunebelle.

### Clamart dans les arts et la culture
Clamart a servi de décors à plusieurs films.
- 1973 : Le Grand Bazar, de Claude Zidi (bistrot-épicerie d'Emile situé à Clamart, 135 route du Pavé-Blanc).
- 1975 : Peur sur la ville, d'Henri Verneuil (hôpital Antoine-Béclère, appelé clinique de la Trinité dans le film[91].)
- 1978 : La Femme gauchère (Die linkshändige Frau) de Peter Handke (rue Pascal et rue Cécille Dinant - rebaptisée ironiquement « rue de la Raison » -  lieux principaux de l'intrigue)
- 1980 : Inspecteur la Bavure, de Claude Zidi (cimetière communal du Bois Tardieu)
- 1997 : Le Cousin, d'Alain Corneau, avec Patrick Timsit (braquage du bistrot sur la place de la Mairie)
- 2001 : Le Placard, de Francis Veber (stade Hunebelle)
- 2001 : Le Fabuleux Destin d'Amélie Poulain, de Jean-Pierre Jeunet (parc et collège Maison-Blanche)
- 2004 : Sœur Thérèse.com (épisode : au nom du père), avec Dominique Lavanant, rue du Trosy devant l'école de la Mairie
- 2007 : Contre-enquête (titre original : Lettre d'un tueur), réalisé par Franck Mancuso avec Jean Dujardin (les bois de Clamart, cimetière intercommunal, étang de la Garenne)
- 2009 : Le Petit Nicolas, réalisé par Laurent Tirard avec Kad Merad, Valérie Lemercier et Maxime Godart.
- 2011 : Comme un chef, réalisé par Daniel Cohen avec Jean Reno, Michaël Youn (maison de retraite Ferrari)
- 2011 : Rituels meurtriers, réalisé par Olivier Guignard (maison de retraite Ferrari)

### Personnalités liées à la commune
- Jacques Delille (1738-1813), poète et traducteur, a effectué de longs séjours à Clamart dans les premières années du XIXe siècle et a laissé son nom à la maison dite « maison de l'abbé Delille ».
- Nicolas de Condorcet (1743-1794), philosophe, mathématicien et politologue, fut arrêté à Clamart en 1794.
- Nicolas-Auguste Leisnier (1787-1858), graveur français.
- Maria Brignole Sale De Ferrari (1811-1888), fit construire à Clamart l'hospice Ferrari.
- Denis et Eugène Bühler (1811-1890)(1822-1907) sont des architectes-paysagistes français, etc.
- Nadar (1820-1910), caricaturiste, aéronaute et photographe, a réalisé le 23 octobre 1858 la première photographie aérostatique au-dessus du Petit-Clamart.
- Louis de La Roque (1830-1903), héraldiste et généalogiste mort le 5 avril 1903 à Clamart.
- Adolphe de Lescure (1833-1892), historien et littérateur. Attaché au secrétariat du ministère d'État (1865-1868) et chef des secrétaires-rédacteurs du Sénat (1875-1892). Né à Bretenoux (Lot) et mort à Clamart, le 6 mai 1892.
- Alphonse Daudet (1840-1897) a écrit à Clamart les Lettres de mon moulin. Il demeurait au 73-75 rue P.-Vaillant-Couturier, un panneau commémoratif y est posé.
- Nicolas Berdiaev (1874-1948), philosophe russe, mort à Clamart au 83 rue du Moulin-de-Pierre (plaque commémorative).
- Louis-Albert Carvin (1875-1951), sculpteur ayant vécu à Clamart.
- Marina Tsvetaïeva (1892-1941), poétesse russe, habitait 101 rue Condorcet[92] et 10 rue Lazare-Carnot, de 1932 à 1934.
- Jean Arp (1896-1966), peintre, sculpteur et poète allemand puis français, a vécu à Clamart en 1925. Il a laissé son nom au théâtre Jean-Arp.
- Éliane Basse (1899-1985), paléontologue et géologue française, y est morte.
- Yves Kermen (1910-1942), chef militaire de la Résistance communiste en région parisienne durant l'Occupation de novembre 1941 à février 1942, habitait 55 rue du Parc, à l'angle de la rue qui porte désormais son nom.
- Yves Ezanno (1912-1996), militaire français, résistant et Compagnon de la Libération, né à Clamart.
- Michel Vitold (1914-1994), acteur, mort à Clamart.
- Esther Hess (1919-2016), artiste suisse, a vécu et travaillé à Clamart[93].
- Jacques Vertan, (1923-2004) acteur français, né à Clamart et mort à L'Herbergement.
- Jean-Pierre Jorris (Jean-Pierre Leroux, 1925-2017), acteur né à Clamart.
- Michel Bataille (1926-2008), romancier mort à Clamart.
- Dany Robin (1927-1995), actrice, née à Clamart.
- Hoviv, de son vrai nom René Hovivian (1929-2005), dessinateur humoristique, a vécu à Clamart où il est mort.
- Marion Game (1938-2023), actrice, vivait à Clamart.
- Janet Woollacott (1939-2011) danseuse et chanteuse anglaise, ex-épouse de Claude François et de Gilbert Bécaud, morte à Clamart[94].
- Michel Loirette (1943), écrivain a été domicilié à Clamart de 1948 à 1970).
- Jean-Pierre Foucher (1943), né à Clamart et maire de Clamart de 1987 à 2001.
- Frédéric Saint-Geours (1950), chef d'entreprise français, né à Clamart
- Bernard Chazelle (1955), mathématicien et informaticien, professeur à l'université de Princeton, né à Clamart.
- Jamy Gourmaud (1964), journaliste, présentateur, animateur de télévision, domicilié à Clamart.
- Philippe Kaltenbach (1966), maire de Clamart de 2001 à 2014.
- Romain Froment (1977), joueur de Rugby à XV, né à Clamart.
- Adrienne Pauly (1977), chanteuse et actrice, née à Clamart.
- Minh Tran Huy (1979), romancière, née à Clamart.
- Jean-Didier Berger (1980), maire de Clamart depuis 2014.
- Saïd Haddou (1982), cycliste professionnel formé à Clamart où il a longtemps été domicilié.
- Alice Zeniter (1986), romancière, née à Clamart.
- Hatem Ben Arfa (1987), footballeur professionnel, né à Clamart.
- Ana Girardot (1988), actrice, née à Clamart.
- Gabriel Attal (1989), homme politique et Premier ministre français en 2024, né à Clamart. Gabriel Attal, natif de Clamart, au Festival d'Angoulême 2019.

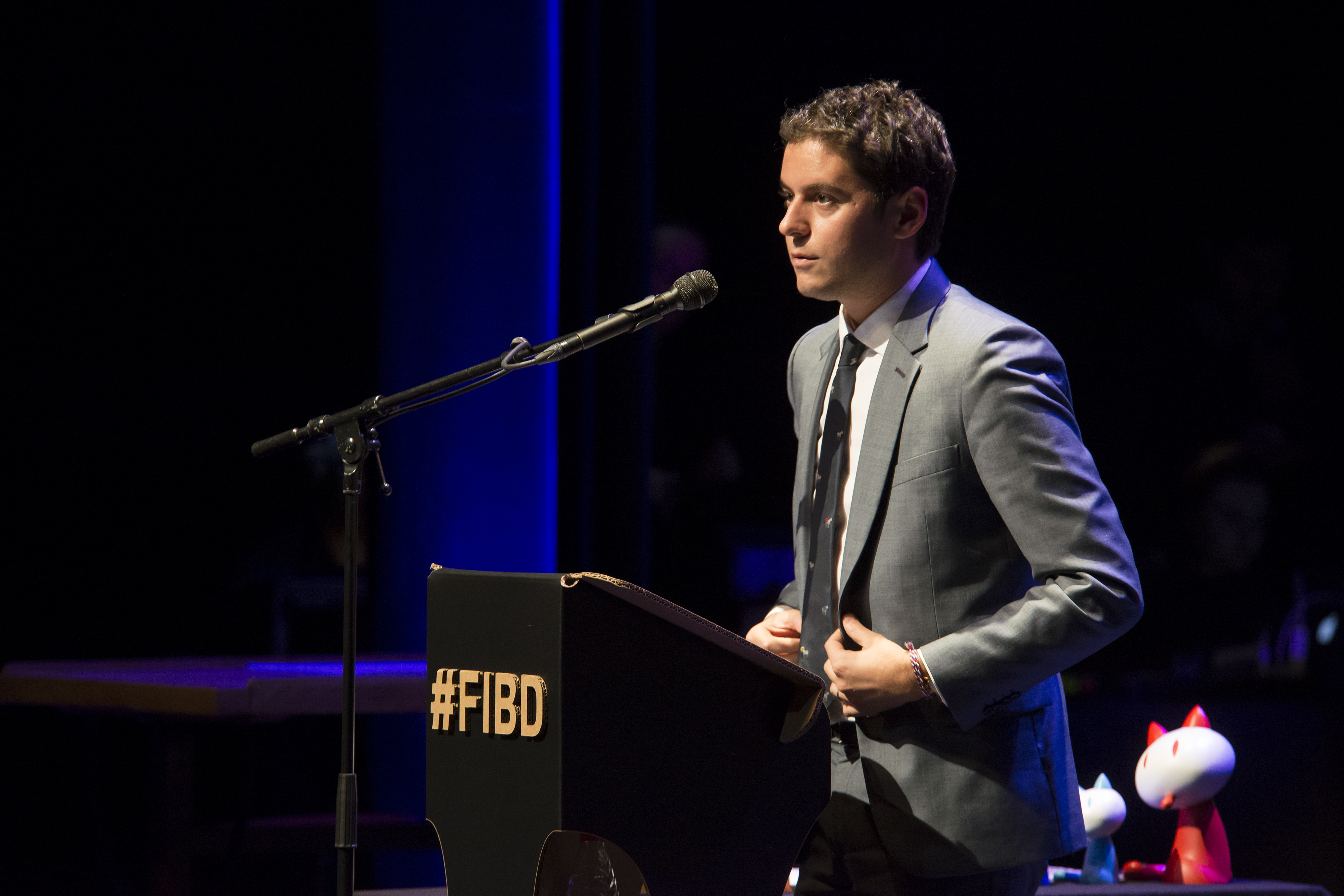
Gabriel Attal, natif de Clamart, au Festival d'Angoulême 2019.

- Kilian Le Blouch (1989), judoka, né à Clamart.
- Cyrus North (1990), vidéaste, auteur, réalisateur et comédien français, né à Clamart.
- Aurore Kichenin (1995), reine de beauté, 1re dauphine de Miss France 2017, née à Clamart.
- SDM (1995), rappeur, domicilié à Clamart.
- PLK (1997), rappeur, domicilié à Clamart.
- Romane Dicko (1999), judokate, née à Clamart.
- 1PLIKÉ140 (2001), rappeur, domicilié à Clamart.
- Léo Riehl (2004), acteur, né à Clamart

### Héraldique
| Blason de Clamart | Blason  | D'azur au chevron d'or accompagné de trois roses d'argent, deux en chef et une en pointe. |
| Blason de Clamart | Détails | Il s'agissait originellement des armoiries de Jean de Livres, seigneur de Clamart au XVe siècle. Le statut officiel du blason reste à déterminer.                                               |
| Blason de Clamart | Alias   | Écu timbré de la couronne murale à trois tours crénelées d'or, maçonnée et ouverte de sable, et soutenu par un cep de vigne à deux sarments d'or, fruités chacun de trois grappes aussi d'or.'' |

## Pour approfondir